# Égypte
République arabe d'Égypte
(ar) جمهورية مصر العربية / jumhuriyat misr al arabiya 
L'Égypte  (en arabe : مصر / miṣr ; en arabe égyptien : مصر / maṣr /masˤɾ/), en forme longue la république arabe d'Égypte (en arabe : جمهورية مصر العربية, jumhuriyat masr al arabiya), est un pays arabe transcontinental se trouvant en Afrique du Nord-Est et, pour la péninsule du Sinaï, en Asie de l'Ouest. Située sur la côte sud de la Méditerranée orientale, le bassin Levantin, le pays a des frontières terrestres avec la Libye à l'ouest, le Soudan au sud, la mer Rouge à l'est, et Israël et la bande de Gaza de la Palestine au nord-est. La capitale, ville la plus peuplée du pays, est Le Caire. Avec plus de 109 millions d'habitants en 2021, l'Égypte est le troisième pays le plus peuplé d'Afrique derrière le Nigeria et l'Éthiopie et le pays arabe le plus peuplé. La surface du pays est largement recouverte par le Sahara et la population est fortement concentrée sur les rives du Nil.
Un des berceaux de la civilisation, l'Égypte antique a connu les premiers développements de l'écriture, l'agriculture, le gouvernement centralisé et la religion organisée au cours de plus de trois millénaires av. J.-C.. Des monuments emblématiques tels le Sphinx de Gizeh, les pyramides de Gizeh et la vallée des Rois reflètent cet héritage et demeurent des sources importantes d'intérêt scientifique et populaire. Pendant la période de domination romaine, l'Égypte est devenue l'un des premiers centres du christianisme avant d'être islamisée par les conquêtes arabes du VIIe siècle. L'Égypte demeure un pays principalement musulman avec une minorité chrétienne importante.
L'Égypte tombe sous la domination ottomane au XVIe siècle avant d'obtenir l'autonomie en 1806 sous le règne de Méhémet Ali. Pendant la Première Guerre mondiale, le pays devient brièvement un protectorat britannique avant d'obtenir son indépendance en 1922 en tant que royaume. La dynastie de Méhémet Ali est renversée par un coup d'État en 1952 et la république est proclamée. Depuis, le pays connaît un schéma récurrent d'instabilité politique, de conflits religieux et sociaux et de dérives dictatoriales ; plusieurs conflits avec Israël ont eu lieu avant les Accords de Camp David en 1978.
Le pays fait culturellement partie du monde arabe ; la langue officielle est l'arabe qui est utilisée dans tous les documents et dans l'éducation. En revanche, la langue parlée est l'arabe égyptien (arabe dialectal). Le siwi, une langue berbère de l'ouest du pays, est parlé à Siwa. Le copte n'est utilisé que comme langue liturgique des chrétiens. Le nubien est parlé par les habitants de Haute-Égypte, au sud d'Assouan, qui fait partie du nord de la région de Nubie.

## Géographie

### Régions

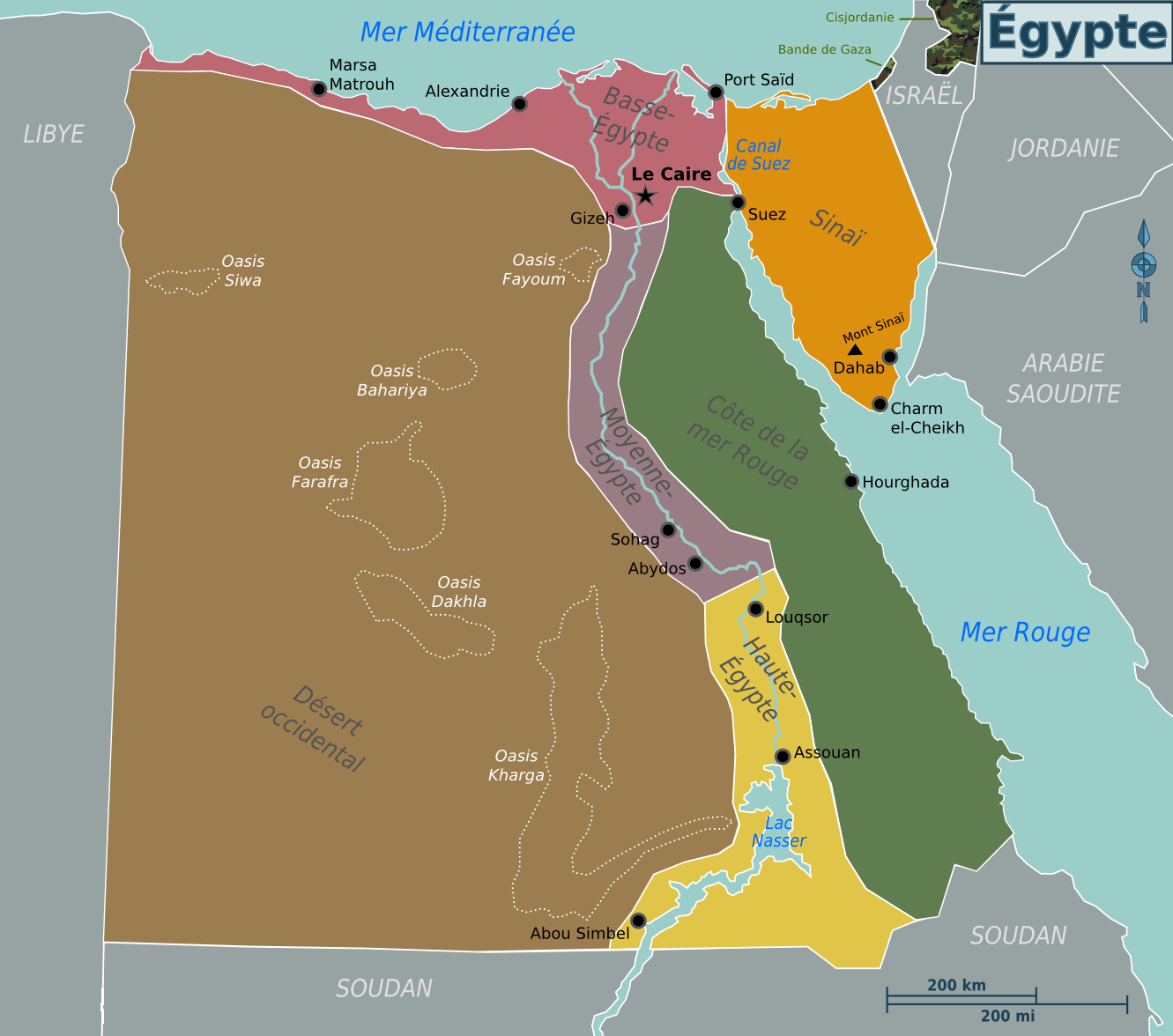
Carte approximative des régions d’Égypte.

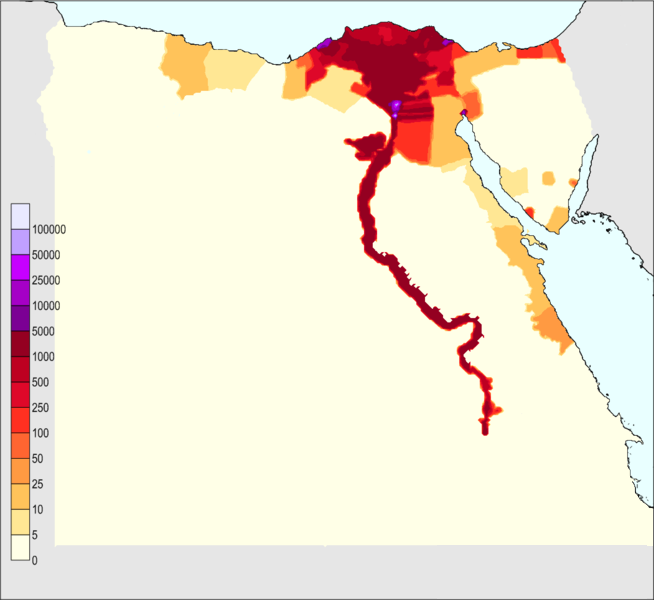
Répartition inégale de la population égyptienne.

L'Égypte est le pays arabe le plus peuplé et l'un des pays d'Afrique les plus peuplés, mais 90 % de sa population habite dans une bande de terre fertile qui longe le Nil (24 km dans sa plus grande largeur près du Fayoum, en moyenne 10 km, mais elle peut ne faire qu’une centaine de mètres). Au niveau du delta du Nil on trouve la plus grande zone agricole du pays, 160 km de long, au nord du Caire, et 200 km de large vers la mer Méditerranée. Le reste du territoire est désertique :
- le long du Nil, on distingue (du nord au sud ): la Basse-Égypte (le delta du Nil), la Moyenne-Égypte (du Caire à Abydos au nord de Louxor)[6] et, en amont, la Haute-Égypte (dont le nord de la Nubie) ;
- à l'est de la vallée du Nil se trouve le désert Arabique ;
- à l'ouest de la vallée du Nil se trouvent la dépression de Qattara dont l’oasis de Siwa et le désert Libyque, plateau aride parsemé de quelques oasis (Al-Kharga, Ad-Dakhla, Al-Farafra, Al-Bahariya) et de formations géologiques dont la roche calcaire est façonnée par l’érosion éolienne (champignons de pierre du Désert blanc) ;
- à l'est par delà le canal de Suez s'étend la péninsule du Sinaï, extension du désert d'Arabie, où le mont Sainte-Catherine culmine à 2 642 mètres.

### Géologie
L'orogenèse panafricaine apparaît comme un épisode majeur de l'histoire géologique de l'Égypte (en). Alors que la région était un bassin océanique actif entre 800 et 550 Ma, cette orogenèse datée vers 550 Ma correspond à la mise en place de ceintures orogéniques plissées, issues de la collision de cratons. Les ceintures entourant les cratons forment la chaîne panafricaine qui est aplanie vers 500 Ma : les grès nubiens (en) d'origine deltaïque ou littorale qui se déposent dans le bassin de Nubie proviennent de l'érosion massive et prolongée de cette chaîne par les eaux de ruissellement. Durant le Mésozoïque, le socle est recouvert de formations sédimentaires sablo-calcaires qui traduisent des cycles de transgression-régression marines (notamment au Crétacé avec des formations de calcaires qui dominent le sud-ouest du désert occidental et de craie qui façonnent les paysages du désert blanc). Les calcaires de l'éocène se retrouvent dans le nord-est du désert occidental.

Carte géologique simplifiée (en italien)[N 1] représentant l'Égypte constituée par une juxtaposition de terrains localisés sur le métacraton du Sahara et le bouclier arabo-nubien.
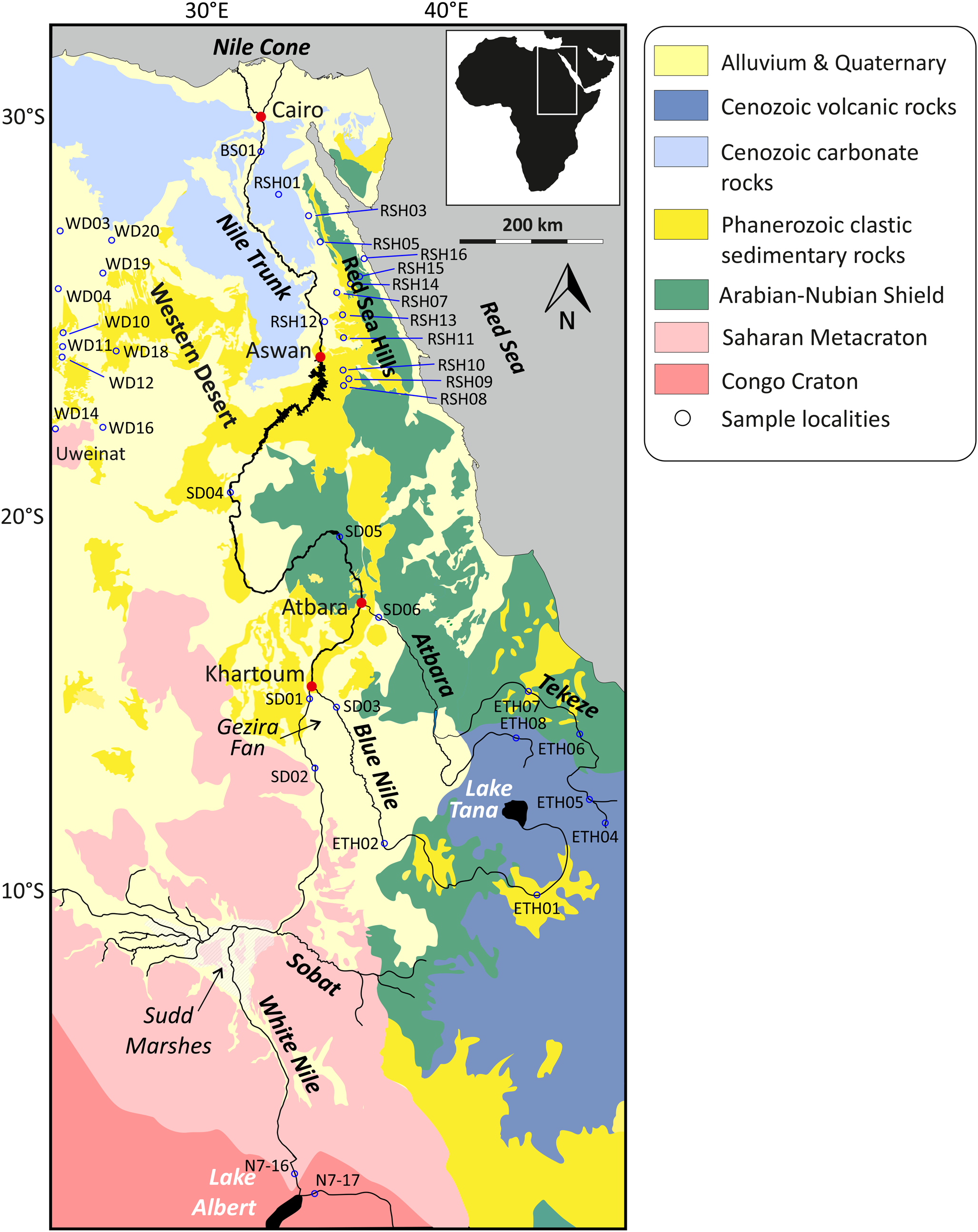
Carte géologique (en anglais) de l'Égypte.

### Principales villes
Outre la capitale, Le Caire qui comprend également Gizeh, les grandes villes égyptiennes sont :
Alexandrie, Saqqarah, Assouan, Assiout, Benha, Dahab, El-Arich, El-Mahalla el-Koubra, Hurghada, Mansourah, Marsa Matruh, Louxor, Karnak, Kôm Ombo, Port Safaga, Port-Saïd, Charm el-Cheikh, Suez, Tanta, Zagazig, etc.
En 2015, un projet de nouvelle capitale propose de déplacer la capitale politique de l'Égypte à l'est du Caire.

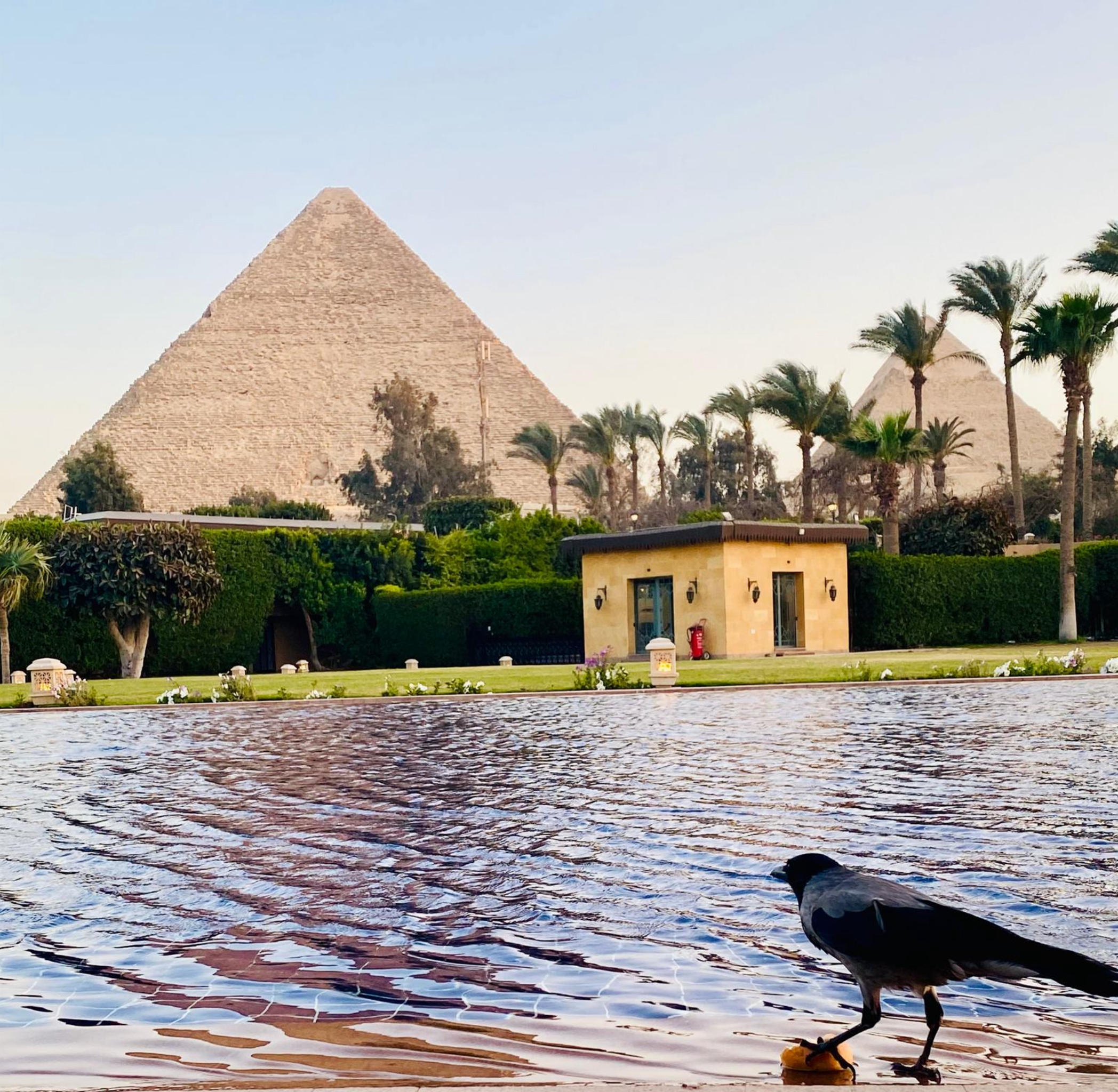
Vue du Caire sur les Pyramides de Gizeh

### Climat
L’air y est particulièrement sec et salubre, et seul le Nil fait qu’on n’y retrouve pas totalement le climat saharien. En hiver, la température est douce et les gelées nocturnes sont exceptionnelles. Mis à part les mois de janvier, février et mars, parfois assez froids dans le nord, les températures moyennes avoisinent 20 °C sur la côte méditerranéenne (maximales 31 °C) et 28 °C à Assouan (maximales 50 °C). Dans le désert, les températures extrêmes sont de rigueur — chaleur brûlante le jour, froid glacial la nuit.
Devenue sensiblement plus humide depuis la construction du haut barrage, la Haute-Égypte ignorait pratiquement la pluie dans l’Antiquité, au point que celle-ci apparaissait comme un présage, en général funeste, aux yeux de ses habitants.

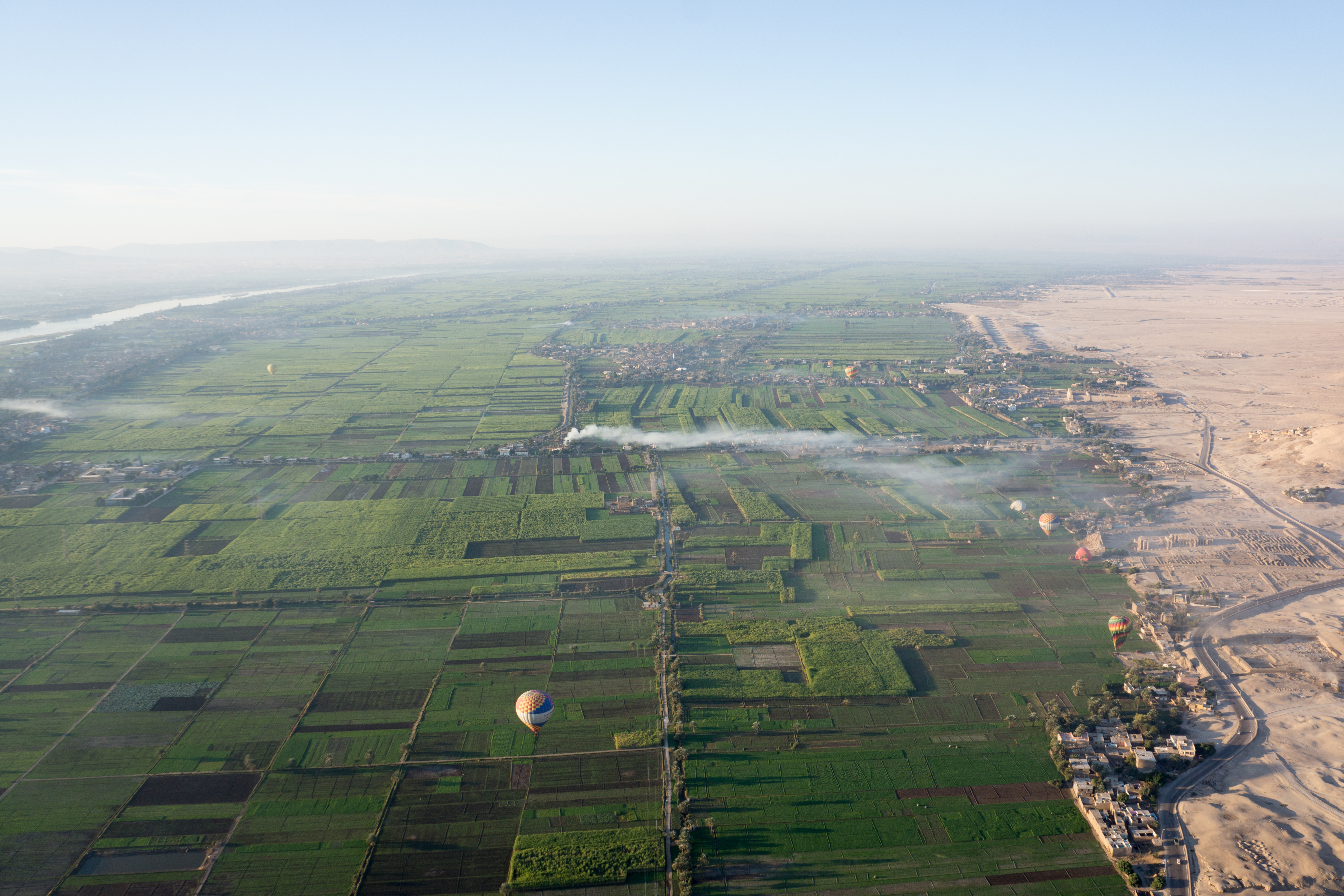
Le Nil.

Le delta du Nil et surtout le cordon littoral connaissent une moins grande sécheresse. Pendant l’hiver, de violentes ondées transforment la région en marécages, mais ces précipitations restent encore assez rares (la moyenne au Caire est de six jours de pluie par an). Alexandrie est la ville égyptienne qui reçoit le plus de précipitations, environ 19 cm/an, tandis qu'Assouan ne reçoit qu'environ 10 mm tous les cinq ans.
Au printemps, sévit assez souvent le khamsin, un vent sec, chaud et très poussiéreux, souffle brûlant des déserts du sud-est. À la vitesse de 150 km/h, il arrache les feuilles des arbres et donne au ciel une teinte orange foncé ; l'air se charge de poussière ce qui rend la respiration oppressante. Pendant ces cinquante jours (d'où le nom de cette saison du calendrier copte période entre Pâques et la Pentecôte), l’Égypte connait quelques violents orages, autrefois symbolisés par le dieu Seth.
En été, la température est élevée, mais le soir une brise régulière du nord rafraîchit l’atmosphère ; cette chaleur sèche est en fait plus supportable qu’une chaleur humide.
Ce grand soleil, cette chaleur sèche n’ont pas été sans influer sur les mœurs des anciens Égyptiens : le besoin de vêtements ne se faisait guère sentir, mais la perruque était utile pour se protéger des rayons du soleil ; les bains et les soins de la toilette rafraîchissante l’épiderme, tandis que les fards, les cosmétiques, les parfums protégeaient la peau et les yeux de la réverbération solaire, et masquaient l’odeur de la transpiration.
C’est aussi pour recueillir quelque fraîcheur que l’on construisait en briques épaisses, que l’on travaillait sous les vérandas et que les gens aisés édifiaient leurs demeures dans la verdure des jardins.

### Faune et flore

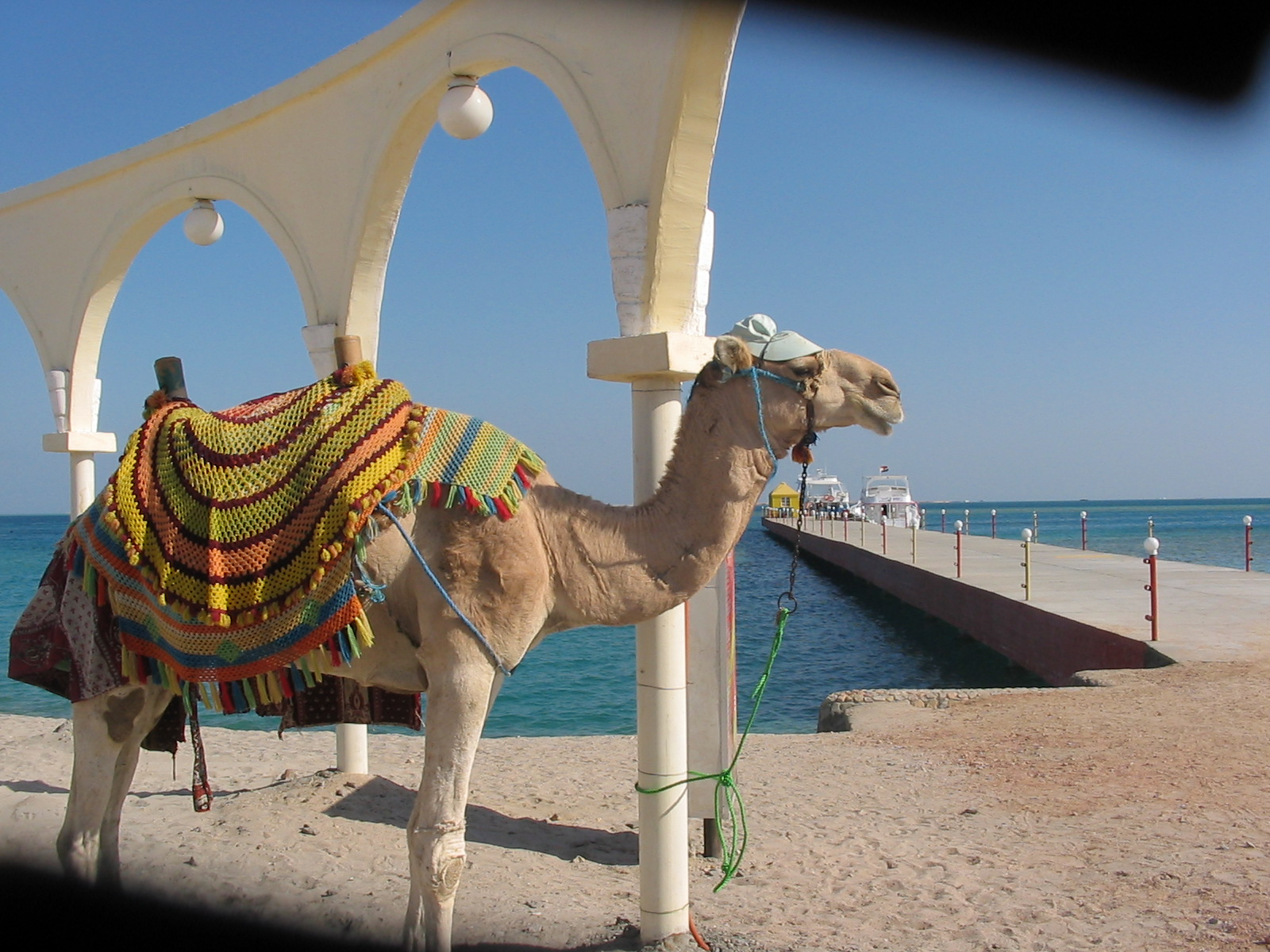
Un dromadaire sur une plage de la mer Rouge.

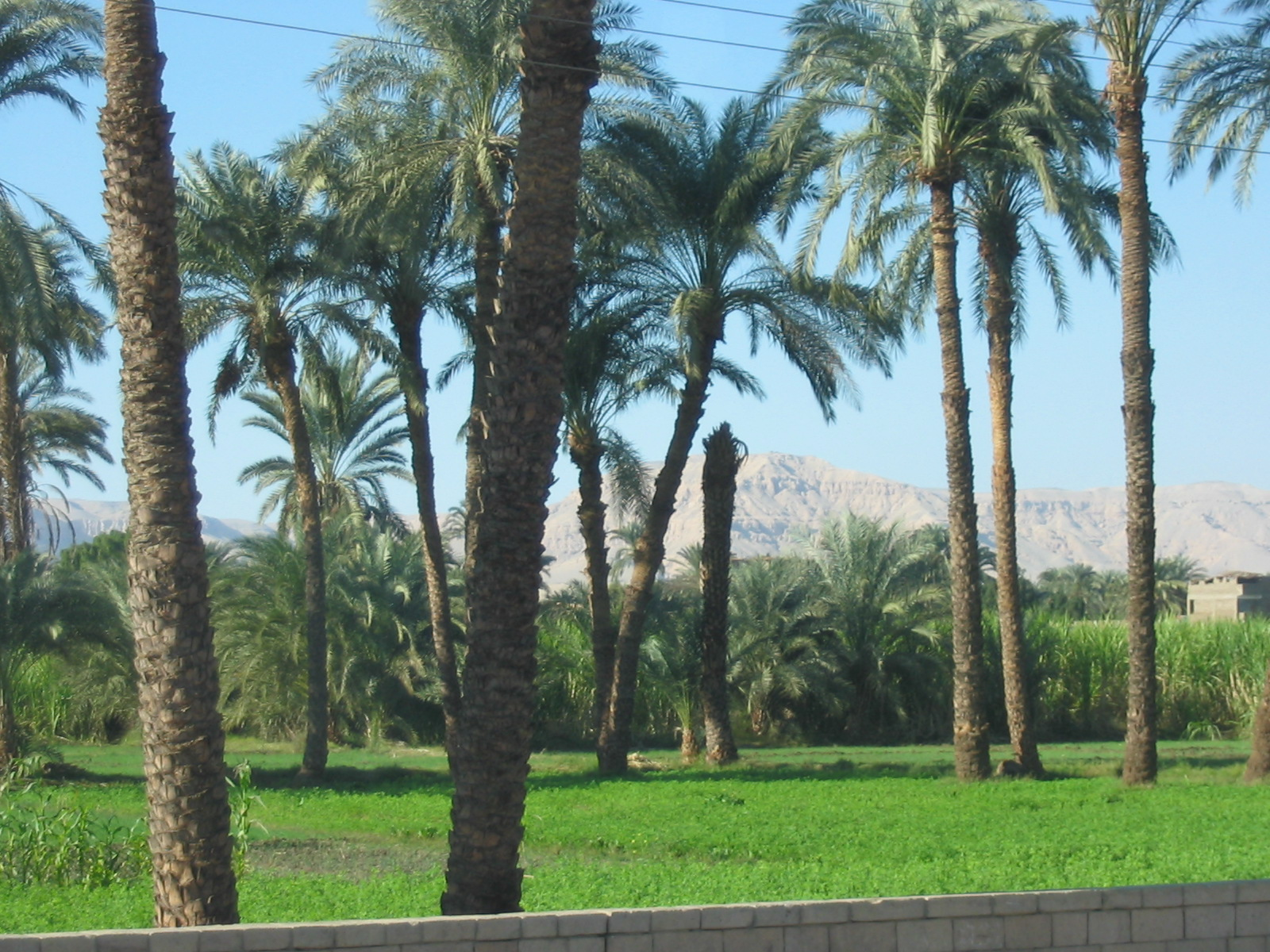
Végétation sur une île du Nil.

Si l'Égypte est à 94 % désertique, elle n'en abrite pas moins diverses espèces d'animaux et de plantes qui se sont adaptés à des conditions particulièrement hostiles, notamment pour les plantes des lotus, des papyrus, des palmiers, des tamaris, des acacias, des jacarandas, des poincianas, des mangroves, etc. De nombreuses espèces animales ou végétales rencontrées en Égypte ont reçu l'épithète spécifique aegyptiacus, aegyptiaca ou aegyptiacum .
L'Égypte compte environ quatre-cent-trente espèces d'oiseaux et une centaine de mammifères, au nombre desquels les dromadaires, les ânes et les gazelles, etc. On comptait autrefois une grande variété de grands mammifères (léopards, oryx, hyènes, lynx du désert, etc.), aujourd'hui anéantis par la chasse. Très à leur aise, en revanche, trente-quatre espèces de serpents, des scorpions et quelques crocodiles vivent près d'Assouan.

## Histoire

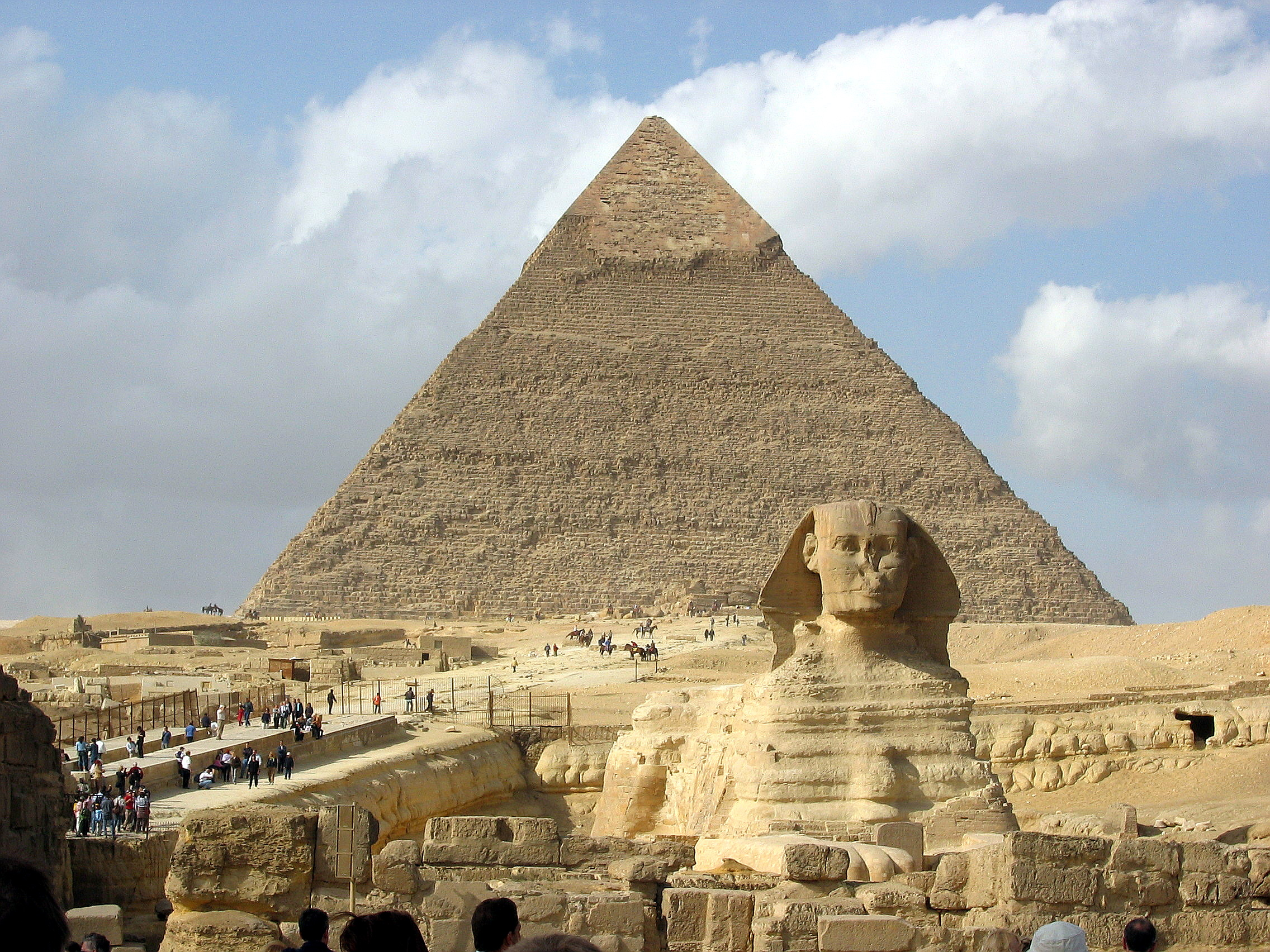
Le sphinx et la pyramide de Khéphren à Gizeh.

Durant près de trois millénaires, la vallée du Nil voit prospérer une des civilisations les plus brillantes de l'Histoire. L'invention d'une écriture originale sous forme d'idéogrammes syllabiques, les hiéroglyphes, peu de temps après l'apparition du cunéiforme en Mésopotamie vers -3300, contribue à sortir l'espèce humaine de la Préhistoire. L’Égypte des pharaons peut ainsi largement s'épanouir pour atteindre son apogée au XIIIe siècle avant notre ère, laissant une œuvre monumentale au patrimoine mondial.
Après de nombreuses invasions et diverses occupations  (essentiellement Perses, Grecs, Romains et Byzantins), au Ier siècle s'est formée la communauté chrétienne, convertie par saint Marc, les Coptes (déformation arabe du mot grec Aiguptios : Égyptien). Ils sont aujourd'hui plusieurs millions. Le pays passa ensuite sous domination arabe au VIIe siècle, puis ottomane avec Sélim Ier.
Méhémet Ali, qui règne jusqu'en 1848, apparaît comme un grand réformateur du pays. Il modernise les structures, utilisant l’État pour mettre en œuvre une révolution industrielle. Il constitue des monopoles d’État, achète des machines textiles modernes en Europe, fait construire des hauts fourneaux et des aciéries, confisque les terres des propriétaires mamelouks et y fait cultiver des denrées destinées à l'exportation. En 1830, l'Égypte occupe le cinquième rang mondial pour les broches à filer le coton par têtes d’habitant. Certaines puissances européennes (Grande-Bretagne, Prusse, Russie et Autriche) s'inquiètent de son influence et décident de lui faire la guerre. La Grande-Bretagne et l'Autriche envoient des troupes pour aider le sultan ottoman à rétablir son autorité sur certains territoires, bombardant les ports libanais contrôlés par les  Égyptiens et faisant débarquer des troupes en Syrie. En 1840, Méhémet Ali doit ainsi céder le contrôle de la Syrie lors du traité de Londres. L’Égypte fut également contrainte de licencier son armée, de démanteler ses monopoles et d'accepter une politique de libre-échange imposée par les Britanniques et qui provoqua sa désindustrialisation. Lord Palmerston admettait avec un certain cynisme : « La soumission de Mohammed Ali à l'Angleterre […] pourrait paraitre injuste et partiale, mais nous sommes partiaux ; et les intérêts supérieures de l'Europe requièrent que nous le soyons. »
Les successeurs de Méhémet Ali, dont la semi-indépendance est reconnue en 1867 avec le titre de khédive, tombent sous la dépendance des institutions financières européennes et, après la révolte nationaliste du colonel Ahmed Urabi, l'Égypte est conquise par l'Empire britannique après une courte guerre en 1882 tout en restant nominalement ottomane. Lors de la guerre des mahdistes entre 1881 et 1899, les troupes anglo-égyptiennes affrontent les Mahdistes qui se sont emparés du Soudan : leur victoire fait naître un Soudan anglo-égyptien dominé de fait par les Britanniques. Entre 1914 et 1919, la Grande-Bretagne va tenter de faire de l'Égypte une colonie, considérant que le simple protectorat pourrait à terme remettre en cause les intérêts britanniques si les nationalistes arabes arrivaient à faire changer le statut du pays sous tutelle[réf. nécessaire].

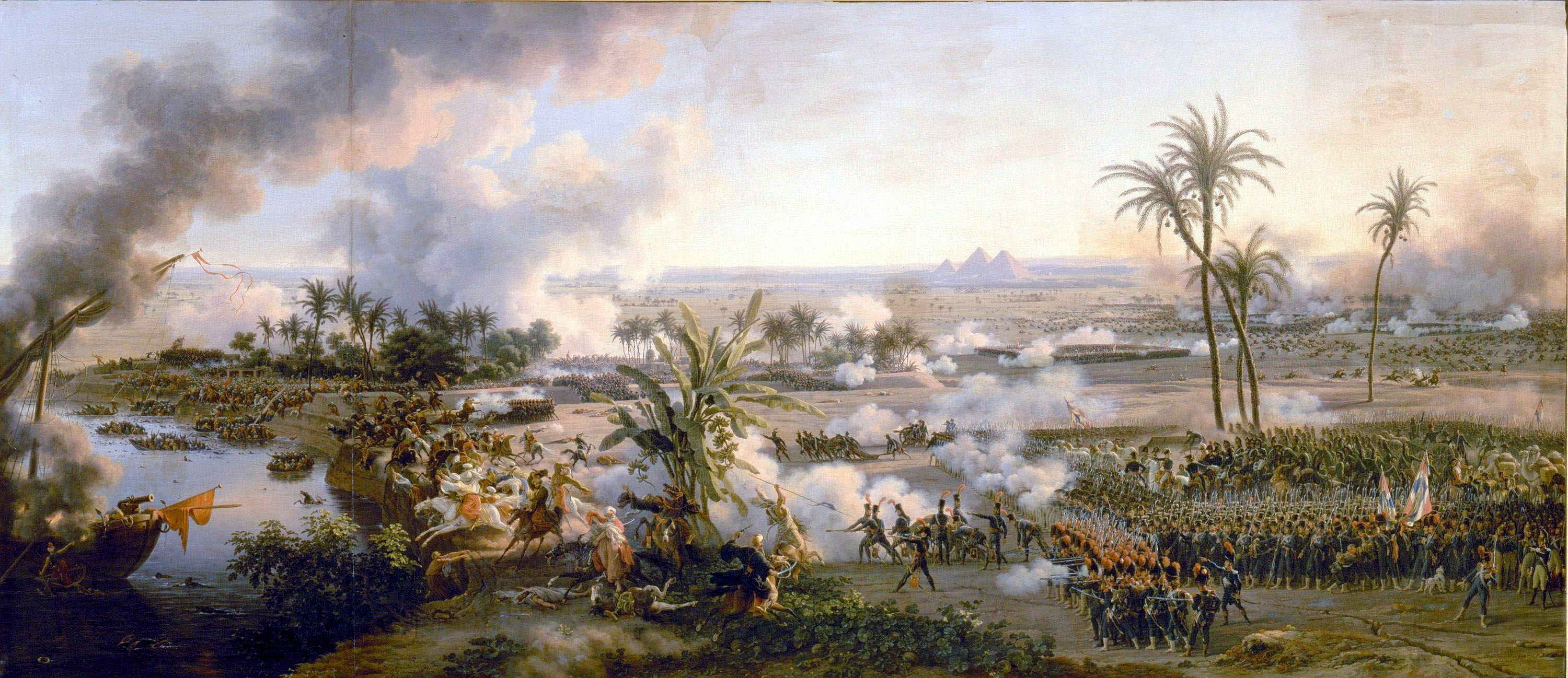
Napoléon Bonaparte bat les Mamelouks de Mourad Bey en Égypte à la bataille des Pyramides (1798).

Le royaume d'Égypte accède à l'indépendance en 1922. En dépit d'une longue tutelle ottomane puis britannique, sa culture reste encore fortement marquée par l'identité arabe, dont le président Gamal Abdel Nasser fut l'un des plus célèbres pionniers. Un acte fort du nassérisme, une idéologie panarabe révolutionnaire, est ainsi l'union entre 1958 et 1961 de l'Égypte et de la Syrie sous l'entité République arabe unie. Le gouvernement de Nasser entreprend de moderniser les infrastructures et de doter l’Égypte d'une industrie. Des nationalisations sont effectuées et le secteur public devient prépondérant. De nombreuses politiques sociales sont impulsées (réforme agraire, gratuité de l'enseignement, salaire minimum, réduction du temps de travail des ouvriers, etc.).
Anouar el-Sadate lui succède et lance la politique de l'Infitah (ouverture) qui vise, en réduisant le rôle de l’État, à attirer les investissements étrangers. Une classe de nouveaux riches se développe rapidement. En 1975, on compte plus de cinq-cents millionnaires en Égypte mais plus de 40 % de la population vit sous le seuil de pauvreté et des bidonvilles se développent autour de la capitale. Par ailleurs, le pays accumule une dette monumentale durant les années de l'Infitah. Pour la restructurer, le FMI exige la suppression de toutes les subventions aux produits de base, ce qui provoque en janvier 1977 des émeutes contre lesquelles le gouvernement fait intervenir l'armée (le nombre des victimes de cette répression est inconnu). Dans les campagnes, Sadate cherche à obtenir le soutien des élites rurales traditionnelles, dont l'influence avait décliné sous le nassérisme. Des paysans sont expulsés des terres contestées.
Après l'assassinat de Sadate (1981), Hosni Moubarak est président de la République jusqu'en février 2011, date de sa démission contrainte à la suite de la Révolution égyptienne de 2011. Hosni Moubarak poursuit la politique de libéralisation de l’économie, notamment par la réduction des subventions à l'agriculture et à la consommation, et par la libéralisation des prix. En 1992, il fait annuler les dispositions régissant la location des terres. Généralement appelée « loi pour chasser les paysans de leurs terres », cette loi, combinée aux autres mesures de désengagement de l’État dans l’économie, accroît le mécontentement des populations rurales pauvres en particulier en Haute-Égypte. Hosni Moubarak devient un pilier de la stratégie régionale des États-Unis et la Constitution qu'il met en place reconnait les « principes de la charia » comme source principale de la législation.

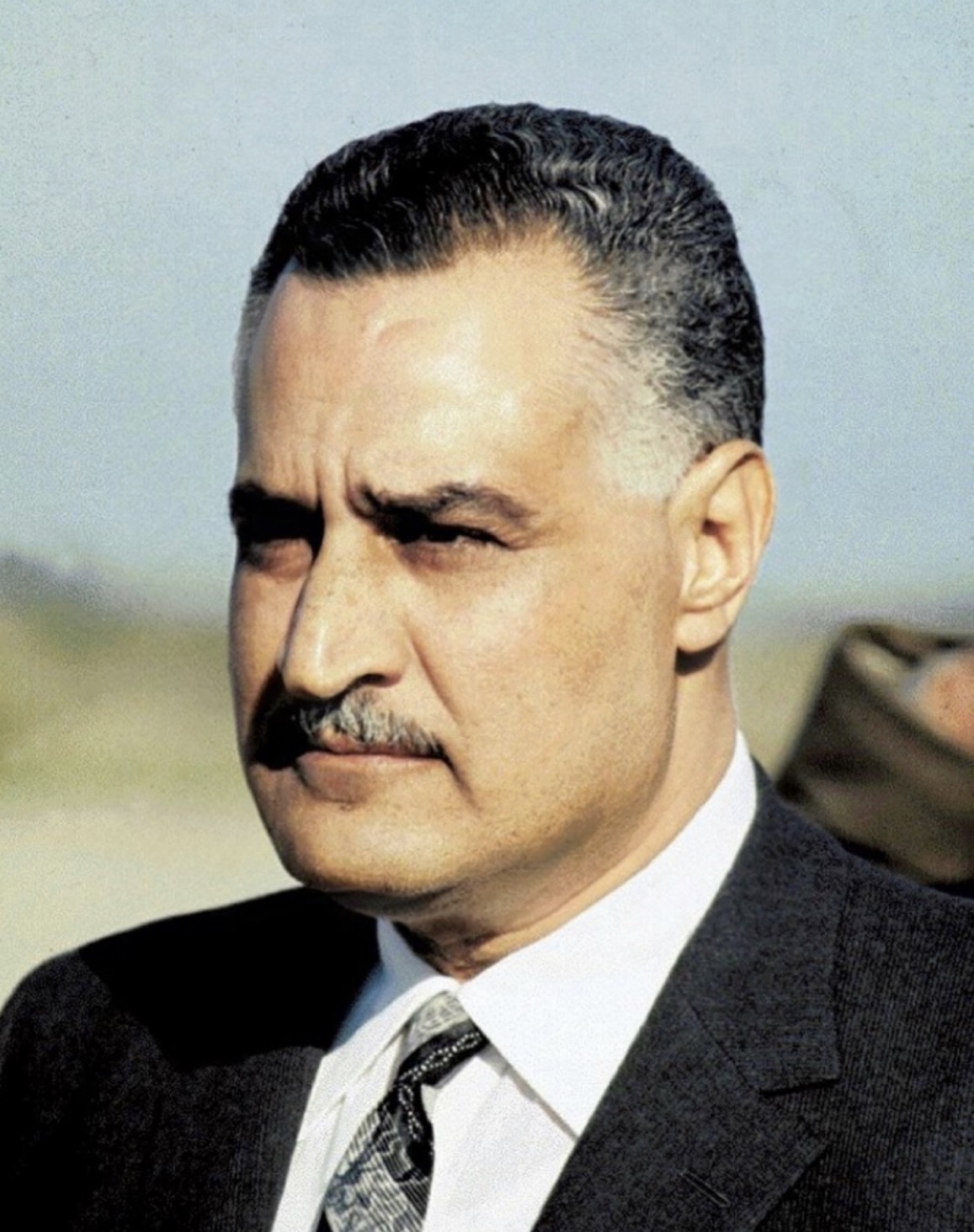
Gamal Abdel Nasser, président d'Égypte de 1956 à 1970

En janvier et février 2011, une série de manifestations d'ampleur inégalée se déroulent à travers le pays et mènent à la démission d'Hosni Moubarak le 11 février. Les nouvelles élections législatives et présidentielle sont remportées par le Parti de la liberté et de la justice, le bras politique des Frères musulmans.
Le pouvoir n'est cependant resté que peu de temps entre leurs mains car d'importantes manifestations contre le président élu, Mohamed Morsi, critiquant des dérives dictatoriales, et le retournement de l'armée contre celui-ci le destitue en faveur d'un gouvernement transitoire un an seulement après son élection. L'Égypte connait depuis une période de troubles causée par l'instabilité et les tensions politiques, notamment entre les opposants à l'ex-président et ceux qui continuent à le soutenir et n'acceptent pas ce qu'ils voient comme un coup d'État illégal. En mai 2014, Abdel Fattah al-Sissi, déjà considéré comme le dirigeant de fait de l'Égypte, remporte l'élection présidentielle. Il est réélu pour un deuxième mandat en 2018. Par une révision constitutionnelle validée par un référendum en avril 2019, il se donne la possibilité de rester au pouvoir jusqu'en 2030. Il impose un régime autoritaire, réprime toute opposition et toute voix critique, et met sous contrôle les médias et la justice.
Outre ses ouvrages monumentaux tels que le canal de Suez ou le haut barrage d'Assouan, l'Égypte demeure mondialement connue pour ses richesses archéologiques présentes dans de prestigieux musées internationaux. La disparition de nombreuses archives fait cependant que son histoire reste fragmentaire, bien que l'évolution des technologies permette de mieux en saisir la grandeur et la portée.

## Politique et administration
Le pouvoir exécutif est détenu par le président de la République. Depuis 1981, Hosni Moubarak occupait le poste de président, réélu lors d'un référendum tous les six ans. En 2005, l'élection pour la présidence est pour la première fois ouverte à d'autres candidats. Le pouvoir législatif appartient à l'assemblée du Peuple (membres élus pour une durée de cinq ans au suffrage universel). Enfin, une assemblée consultative, appelée la Choura, est consultée par le président de la République et l'Assemblée du Peuple sur les décisions politiques. Cette assemblée est composée de 265 membres dont deux tiers sont élus, et un tiers nommé par le président de la République. Le président Hosni Moubarak démissionne de son poste le 11 février 2011 à la suite des protestations du peuple égyptien. Après l’élection d'un candidat des Frères musulmans, Mohamed Morsi, à la tête de l'État égyptien pendant un an, le maréchal Al-Sissi exerce la fonction suprême depuis 2014 à la suite d'un coup d'État le 3 juillet 2013.

### Droits de l'homme et liberté d'expression
Depuis l'indépendance du pays se succèdent au pouvoir des militaires autoritaires. Les faux procès, les élections truquées, et les détentions arbitraires sont monnaie courante. Sous Hosni Moubarak, de nombreuses organisations dénoncent des atteintes massives aux droits de l'homme (torture, censure, détentions arbitraires, procès inéquitables, etc.). La fréquence de ces actes diminue à partir de 2011, mais après le coup d'État de juillet 2013, la situation des droits humains revient à son niveau antérieur. Sous la présidence de Abdel Fattah al-Sissi, les opposants politiques ainsi que des journalistes sont régulièrement emprisonnés — quand ils ne disparaissent pas — et leurs conditions de détention (par exemple dans la prison de Tora) sont dénoncées comme contraires aux droits humains par les ONG de défense des droits de l'homme ; des cas de torture et des décès sont notamment rapportés,. Des centaines d'atteintes à la liberté de la presse sont en outre recensées par l'ONG Egyptian Commission for Rights and Freedoms dans un rapport publié en 2015.
L'excision est interdite depuis un décret de 1996 confirmé par la cour de cassation en 1997. Jusqu'à 96 % des femmes égyptiennes mariées seraient toutefois excisées. Selon l'Unicef en 2012, 91 % des femmes adultes seraient excisées, mais seulement 16 % des jeunes filles auraient subi cette mutilation depuis l'interdiction.

### Dirigeants
Présidents de la République d’Égypte :
- 18 juin 1953 - 14 novembre 1954 : général Mohammed Naguib ;
- 14 novembre 1954 - 28 septembre 1970 : lieutenant-colonel Gamal Abdel Nasser ;
- 28 septembre 1970 - 6 octobre 1981 : lieutenant-colonel Anouar el-Sadate ;
- 14 octobre 1981 - 11 février 2011 : général Hosni Moubarak ;
- 11 février 2011 - 30 juin 2012 : maréchal Mohamed Hussein Tantawi ;
- 30 juin 2012 - 3 juillet 2013 : Mohamed Morsi ;
- 4 juillet 2013 - 8 juin 2014 : Adli Mansour, président de la Haute Cour constitutionnelle ;
- 8 juin 2014 : maréchal Abdel Fattah al-Sissi.

### Subdivisions administratives
L'Égypte est divisée en vingt-sept gouvernorats :
1. Dakahleya (ad Daqahlīya الدقهلية) ;
2. Mer-Rouge (al Baḥr al Aḥmar البحر الأحمر) ;
3. Beheira (al Buḥayra البحيرة) ;
4. Fayoum (al Fayyūm الفيوم) ;
5. Gharbeya (al Gharbīya الغربية) ;
6. Alexandrie (al Iskandarīya الإسكندرية) ;
7. Ismaïlia (al Isma'iliya الإسماعيلية) ;
8. Gizeh (al Jizah الجيزة) ;
9. Menufeya (al Minufiya المنوفية) ;
10. Minya (al Minya المنيا) ;
11. Le Caire (al Qahira القاهرة) ;
12. Qalyubiya (al Qalyubiya القليوبية) ;
13. Louxor (al-Uqṣur الأقصر) ;
14. Nouvelle-Vallée (al-Wādī l-Ǧadīd الوادي الجديد) ;
15. Ach-Charqiya (aš-Šarqiyya الشرقية) ;
16. Suez (As Suways السويس) ;
17. Assouan (Aswān أسوان) ;
18. Assiout (Asyūṭ أسيوط) ;
19. Beni Souef (Banī Suwayf بني سويف) ;
20. Port-Saïd (Borsaʿīd پورسعيد) ;
21. Damiette (Dumyāṭ  دمياط) ;
22. Sinaï Sud (Ǧanūb Sīnāʾ جنوب سيناء) ;
23. Kafr el-Cheik (Kafr aš Šayḫ كفر الشيخ) ;
24. Marsa-Matruh (Maṭrūḥ مطروح) ;
25. Qena (Qinā قنا) ;
26. Sinaï Nord (Shimāl Sīnāʾ شمال سيناء) ;
27. Sohag (Sūhāǧ سوهاج).

De 2008 à 2011, il existait deux autres gouvernorats :
- 6 octobre (as-Sādis min ʾoktōbir السادس من أكتوبر) ;
- Helwan (Ḥelwān حلوان).

### Politique étrangère et diplomatie

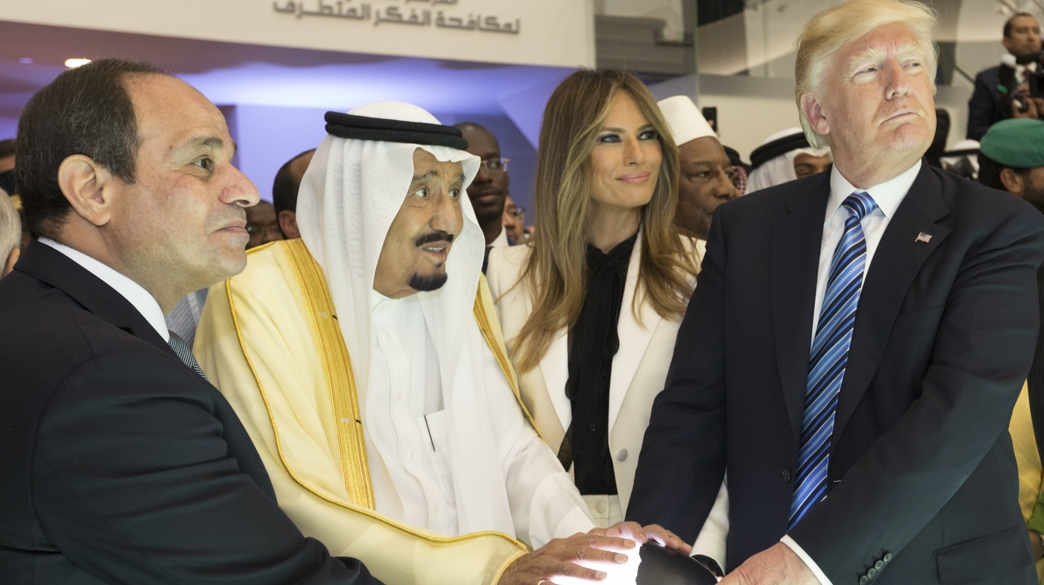
Donald Trump en mai 2017, en compagnie du président égyptien Abdel Fattah al-Sissi et du roi Salman d'Arabie saoudite.

Depuis 2014, le ministre égyptien des Affaires étrangères est Sameh Choukri, ancien ambassadeur aux États-Unis. En 2016, l'Égypte accepte de céder deux îles stratégiques de la mer Rouge (Sanafir et Tiran) à l'Arabie saoudite. L'Égypte commence la rétrocession le 11 juin 2017. Il se passe trois jours de débats mouvementés pour accepter ou non la rétrocession, pendant lesquels des députés de l’opposition interrompent les séances en scandant des slogans dénonçant la rétrocession des deux îlots et appellent aussi à manifester, ce qui entraîne plusieurs dizaines d'arrestations. La rétrocession est interrompue par la Haute cour constitutionnelle le 21 juin, pour avoir le temps de choisir la juridiction habilitée à juger ce dossier. Le 24 juin, les deux îlots sont rétrocédés à l'Arabie saoudite mais la rétrocession n'est pas acceptée par une grande partie du peuple égyptien.
Le 27 juillet 2020, le président égyptien Abdel Fattah al-Sissi a juré que sa nation résiste fermement à toute intervention étrangère en Libye. Ces remarques ont été marquées lors de la rencontre d’Al-Sissi avec le ministre saoudien des Affaires étrangères Faisal bin Farhan Al Saud, a confirmé le porte-parole de la présidence égyptienne Bassam Rady dans un communiqué.
Le régime d'Abdel Fattah al-Sissi entretient de bonnes relations avec les États-Unis, l'Arabie saoudite, les Émirats arabes unis ou encore Israël. L'Union européenne marque pour sa part une certaine indifférence concernant les atteintes aux droits de l'homme, se contentant de formuler quelques remarques et conseils. Le régime égyptien collabore avec elle en matière de lutte contre l'immigration en Europe, comme le souligne la déclaration du 20 septembre 2018 du chancelier autrichien Sebastian Kurz, dont le pays assumait la présidence tournante de l’UE, louant l’Égypte, « seul pays d’Afrique du Nord qui a réussi depuis 2016 à empêcher tout départ de migrants » par voie de mer.

### Défense
Les forces armées égyptiennes sont les plus importantes en nombre du continent africain avec plus d'un million de soldats. Elles se composent de l'armée de terre, de la marine, de l'armée de l'air et des forces de la défense aérienne égyptiennes.
L'Égypte a reçu quatre radars de défense aérienne Ground Master 400 fabriqués par la société Thales en collaboration avec Raytheon Systems.
Le 26 avril 2021, la France et l'Égypte ont signé un contrat d'une valeur totale de 3,95 milliards d'euros, qui comprenait la livraison de trente avions de chasse Rafale ainsi que de deux contrats supplémentaires pour le missile MBDA et Safran Electronics & Defense. Pour financer ces achats, « l’Égypte a obtenu un prêt garanti par la France à hauteur de 85 % (…) faisant peser sur les contribuables français un éventuel défaut de paiement ». Le 3 mai 2021, l'Égypte devrait acquérir trente autres avions de chasse Rafale. En réaction, Human Rights Watch France (activiste des droits de l'homme) a dénoncé ce contrat qui, selon eux, encourage la répression impitoyable dans le pays.

## Économie

Évolution du PIB réel par habitant de l'Égypte.

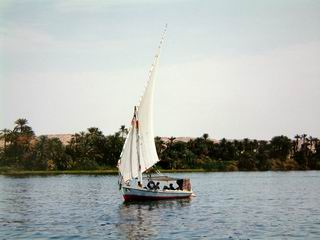
Felouque sur le Nil.

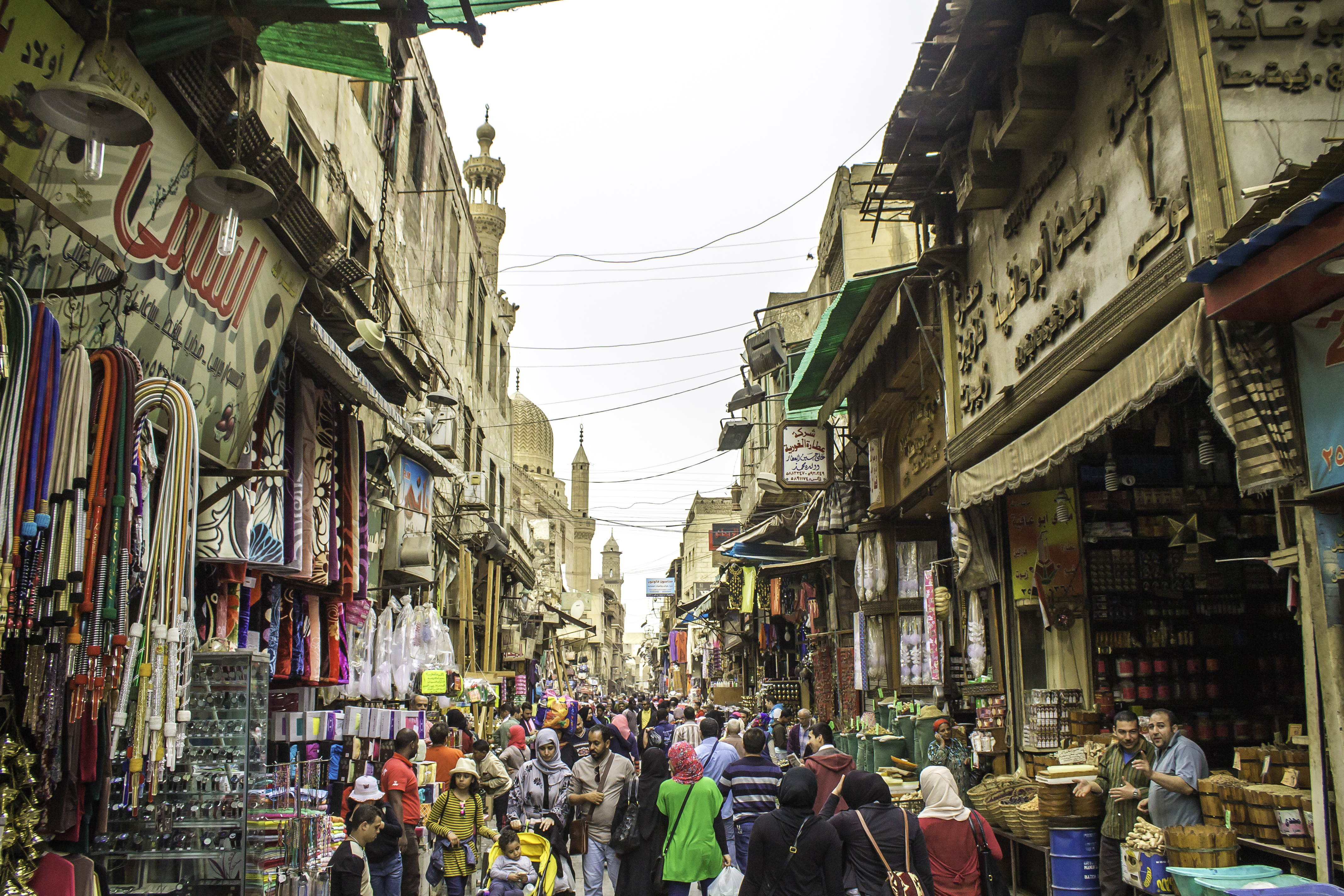
Un souk au Caire.

Le pays est en proie à de grandes difficultés économiques, malgré les ressources en pétrole et surtout en gaz naturel. La pauvreté y est croissante. Autrefois essentiellement agraire, l'économie égyptienne tente désormais de se diversifier vers des domaines comme le tourisme ou l'industrie. Les principaux partenaires économiques de l'Égypte étaient en 2004 les États-Unis, l'Union européenne, la Chine, l'Inde, le Pakistan et le Japon. Les principales ressources économiques de l'Égypte sont le pétrole et le gaz naturel, les revenus issus du canal de Suez, le tourisme, les métaux et l'agriculture (surtout le coton). Le pays est au palmarès des huit premiers producteurs de coton d'Afrique de l'est, du sud et du nord au milieu des années 2010.
Première ressource en devises de l'Égypte et l'un de ses principaux secteurs d'activités, le tourisme qui représentait 11 % du PIB avant 2011 a fortement baissé avec les attentats djihadistes. Le pays dépend également en grande partie de l'aide internationale. Parmi ses points faibles se trouve sa production agricole, il était ainsi deuxième au palmarès des importateurs mondiaux de céréales au milieu des années 2010. En 2024, l’Égypte est classée en 86e position pour l'indice mondial de l'innovation.
Le régime du maréchal Abdel Fattah al-Sissi s'oriente vers une politique d’austérité consistant notamment à réduire les subventions à l’énergie et à l’électricité, à imposer une TVA et à augmenter le prix des billets du métro du Caire. Cette forme d’imposition régressive fait peser une charge plus lourde sur les classes populaires et moyennes qu'auparavant ; au contraire, l’impôt sur le revenu des sociétés a diminué. Un nouveau plan d'austérité est adopté en novembre 2018 et se traduit en particulier par le gel des salaires des fonctionnaires. Le nombre de bénéficiaires des subventions pour l'alimentation a reculé de trois millions à la suite de ces réformes.
La dette atteint un niveau record en juin 2018 (92,64 milliards de dollars), ce qui représente une augmentation de 17 % en une seule année. La dette est en particulier la conséquence du poids du budget militaire. (les importations d’armes ont augmenté de 215 % en 2013-2017 par rapport à 2008-2012) et du paiement des intérêts, qui ont atteint 31 % du budget annuel pour l’exercice 2016-2017, et 38 % en 2018. En revanche, les investissements en matières d'éducation, de santé et d'infrastructure sont insuffisants. Environ 60 % de la population égyptienne vit dans la pauvreté ou la précarité selon un rapport publié par la Banque mondiale en avril 2019. Les conditions de vie générales tendent à se détériorer.
Plus de 32 % des Égyptiens vivent dans la pauvreté en 2019 selon les statistiques officielles (moins de 1,7 euro par jour), soit plus de trente millions de personnes. La pauvreté a progressé de plus de 11 % dans les plus grandes villes du pays (Le Caire, Alexandrie, Port-Saïd, Suez). La moitié la plus pauvre de la population ne bénéficie que de 17 à 18 % du PIB.

## Infrastructures
Deux routes transafricaines se croisent en Égypte:
1. Transafricaine 1, Le Caire - Dakar
2. Transafricaine 4, Le Caire - Le Cap

### Canal de Suez
Le canal de Suez, entre Port-Saïd au nord et Suez au sud, relie la mer Méditerranée et la mer Rouge. Cette voie navigable artificielle au niveau de la mer (sans écluse), est considérée comme le centre le plus important du transport maritime au Moyen-Orient. Ce canal permet le transport maritime entre l'océan Indien et la mer Méditerranée sans qu’il soit nécessaire de faire le tour de l'Afrique ; Port-Saïd en est le terminal nord, et Port Suez en est le terminal sud.

### Transports ferroviaires
En 2018, « étendu sur plus de 5 500 kilomètres, le réseau ferroviaire égyptien est le troisième plus vaste du Moyen-Orient (derrière ceux de l’Iran et de la Turquie) ».
En septembre 2021, l’Égypte annonce se doter d’une première liaison ferroviaire à grande vitesse de 660 km entre les villes d'El-Alamein (à l’ouest d’Alexandrie, au nord du pays) et d'Ain Soukhna (au sud de Suez, au nord-est du pays). Le projet d’un montant de 3,75 milliards d'euros, exécuté par un consortium mené par Siemens, devrait se terminer en 2023.

### Santé
En janvier 2018, « l’Égypte dispose de moins de deux lits d’hôpitaux et 0,8 médecin pour 1 000 habitants (France : 7,7 et 3,2) ».
Critique : le film documentaire Zelal rend compte de la situation de la psychiatrie en Égypte.
En 2021, l'Égypte a connu un ralentissement relatif de la propagation du virus Corona, qui a infecté 161 000 personnes et en a tué près de 9 000. De plus, le vaccin employé est le Sinopharm, les Chinois ont été les premiers à fournir leurs services.

## Religions

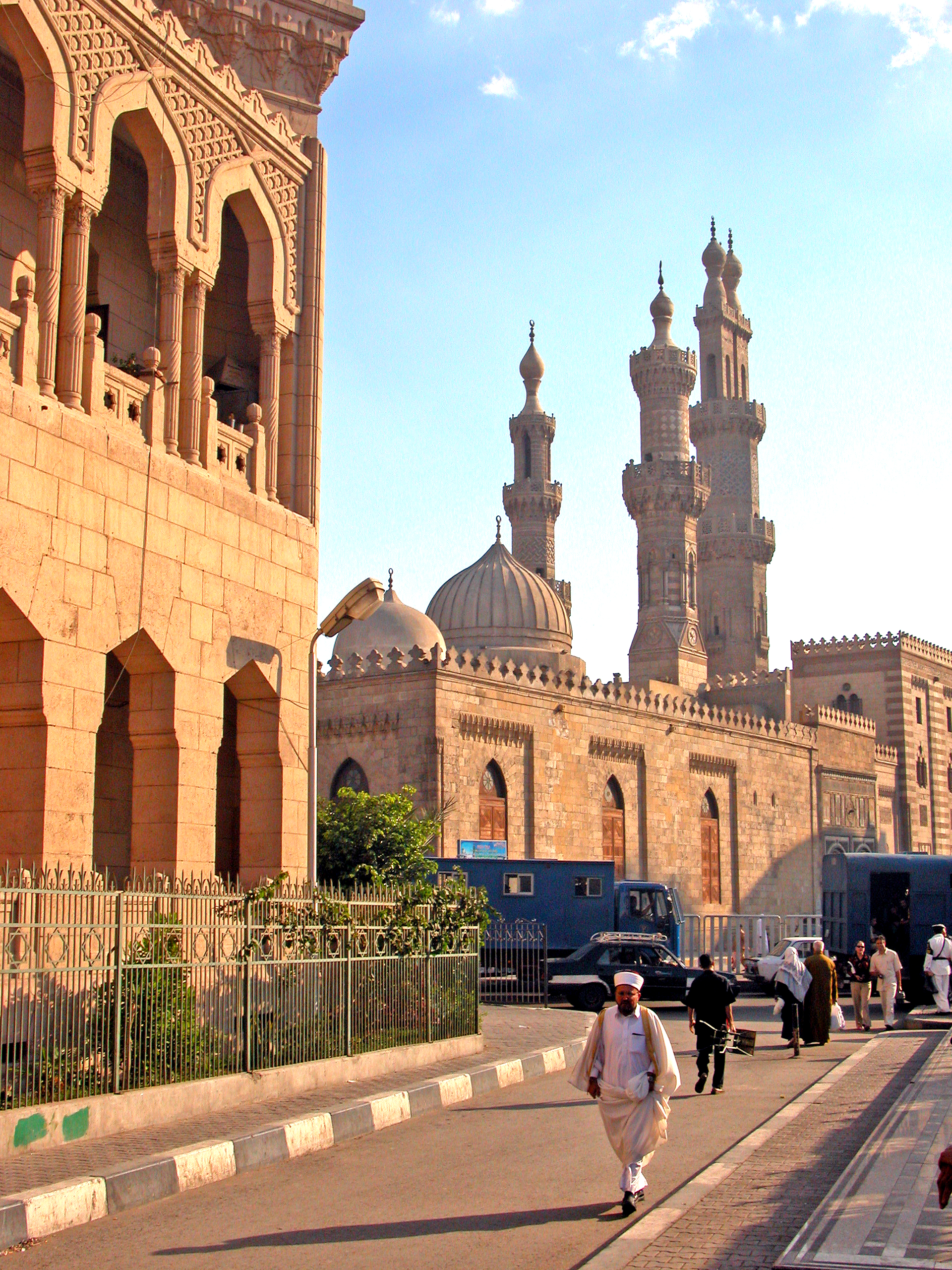
Mosquée Al-Azhar.

En Égypte, la religion des habitants est inscrite sur leur carte d'identité.

### Musulmans
La grande majorité des Égyptiens (environ 90 % selon des estimations, rarement estimée à plus mais certains avancent le chiffre de 95 %) se réclament de l'islam sunnite, introduit en Égypte en 642. L'autorité sunnite suprême est le Cheikh de la mosquée Al-Azhar.
Une petite minorité chiite vit en Égypte, mais son nombre est mal connu car l'État égyptien ne reconnait pas cette religion. Les chiites représenteraient moins de 1 % des musulmans égyptiens. Ils sont surtout présents à Alexandrie.

### Chrétiens
Les chrétiens, essentiellement coptes, forment la principale minorité religieuse ; les estimations tournent autour des 10 %. Les coptes disent cependant représenter environ 20 % de la population, avec une forte représentation dans les régions de Haute-Égypte (Beni Suef, El Minya, Assiout, Sohag, Qena, Louxor). Avant l'arrivée de l'islam au VIIe siècle, le christianisme était la religion prédominante dans le pays, l'un des premiers à avoir embrassé cette nouvelle foi. La majorité des chrétiens en Égypte est de rite copte-orthodoxe avec Théodore II comme patriarche depuis 2012, une minorité est copte-catholique (issus d'une scission et d'un rattachement à Rome au XIXe siècle et dont le patriarche est Ibrahim Isaac Sidrak depuis 2013), et quelques dizaines de milliers sont coptes-protestants.

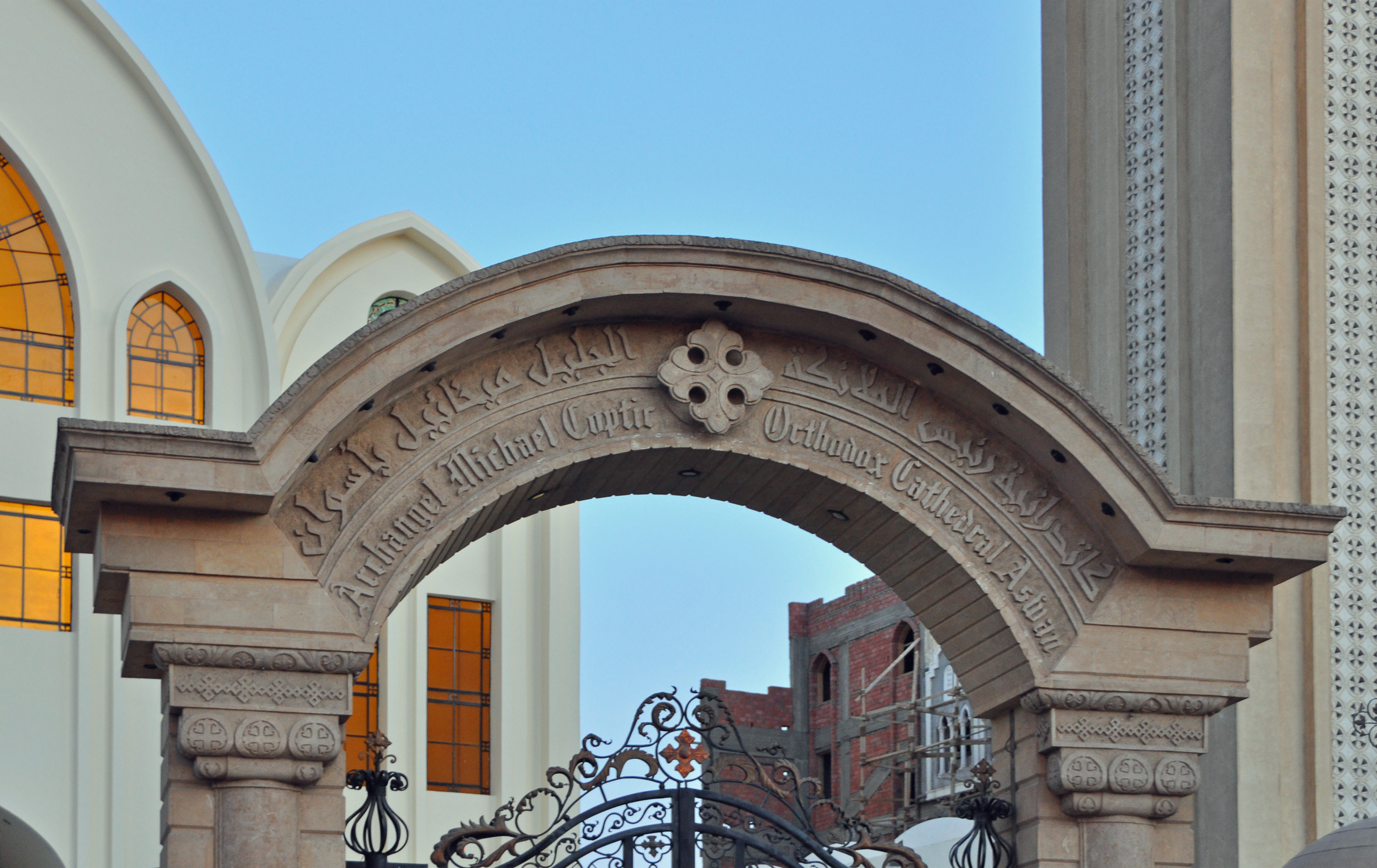
Église copte à Assouan.

Enfin, il existe aussi encore quelques milliers de chrétiens levantins d'origine syrienne et libanaise, de rite grec-catholique, grec-orthodoxe ou maronite, appelés Shawam Masr/Syro-Libanais d'Égypte, ainsi qu'une minorité arménienne (orthodoxe et catholique). Ce sont en fait les restes de communautés levantines qui furent bien plus importantes en nombre. Installées aux XVIIIe et XIXe siècles en Égypte, elles ont joué un rôle économique et culturel important jusqu'à ce que leur nombre décroisse fortement après la révolution de 1952, et en particulier avec la mise en place du régime nassérien et les lois de nationalisation de 1961.
Les coptes sont la résultante d'une scission de l'Église orthodoxe d'Orient. Longtemps voués à la vie monastique, ils constituent aujourd'hui une élite cultivée (dont le représentant le plus connu est l'ancien secrétaire général des Nations unies, Boutros Boutros-Ghali) et une minorité économiquement puissante[réf. nécessaire].
Leur marginalisation en Égypte a poussé 1,5 million de chrétiens à émigrer aux États-Unis, en Europe et en Australie. En effet, les coptes sont actuellement persécutés et font l'objet souvent de vexations émanant de musulmans. Ils sont considérés comme des citoyens de seconde catégorie, ne peuvent construire d'églises sans d'interminables tracasseries des autorités. Les coptes sont victimes d'injustices et de graves discriminations au quotidien allant jusqu'à des attentats sur leurs églises, comme celui perpétré contre l'église copte d'Alexandrie le 1er janvier 2011, entre autres, qui a fait plus de trente morts et des dizaines de blessés. Les chiffonniers du Caire, principalement chrétiens, vivent dans des conditions de misère très dures. En effet, depuis le massacre de leurs porcs qui les aidaient à se débarrasser des ordures, ils vivent tant bien que mal en vidant les poubelles du Caire. L'abattage de leurs cochons a été décidé lors de la pandémie de grippe A en 2009, appelée à tort à ses débuts, « grippe porcine ». Les autorités sont soupçonnées d'avoir cédé aux demandes des islamistes de se débarrasser de cet animal considéré comme impur dans la religion musulmane. Toutefois, les autorités égyptiennes avaient fait de même avec les élevages de poulets en 2004 lors de la pandémie de grippe aviaire. Depuis la chute du président Moubarak, la situation et les persécutions à l'encontre des coptes se sont aggravées.

### Baha'is
Les baha'is égyptiens, dont le nombre est estimé de 1 500 à 7 000 personnes, ont obtenu définitivement le 19 mars 2009, après une très longue procédure judiciaire, le droit de laisser libre la case mentionnant la religion sur leurs cartes d'identité et leurs certificats de naissance.

### Juifs

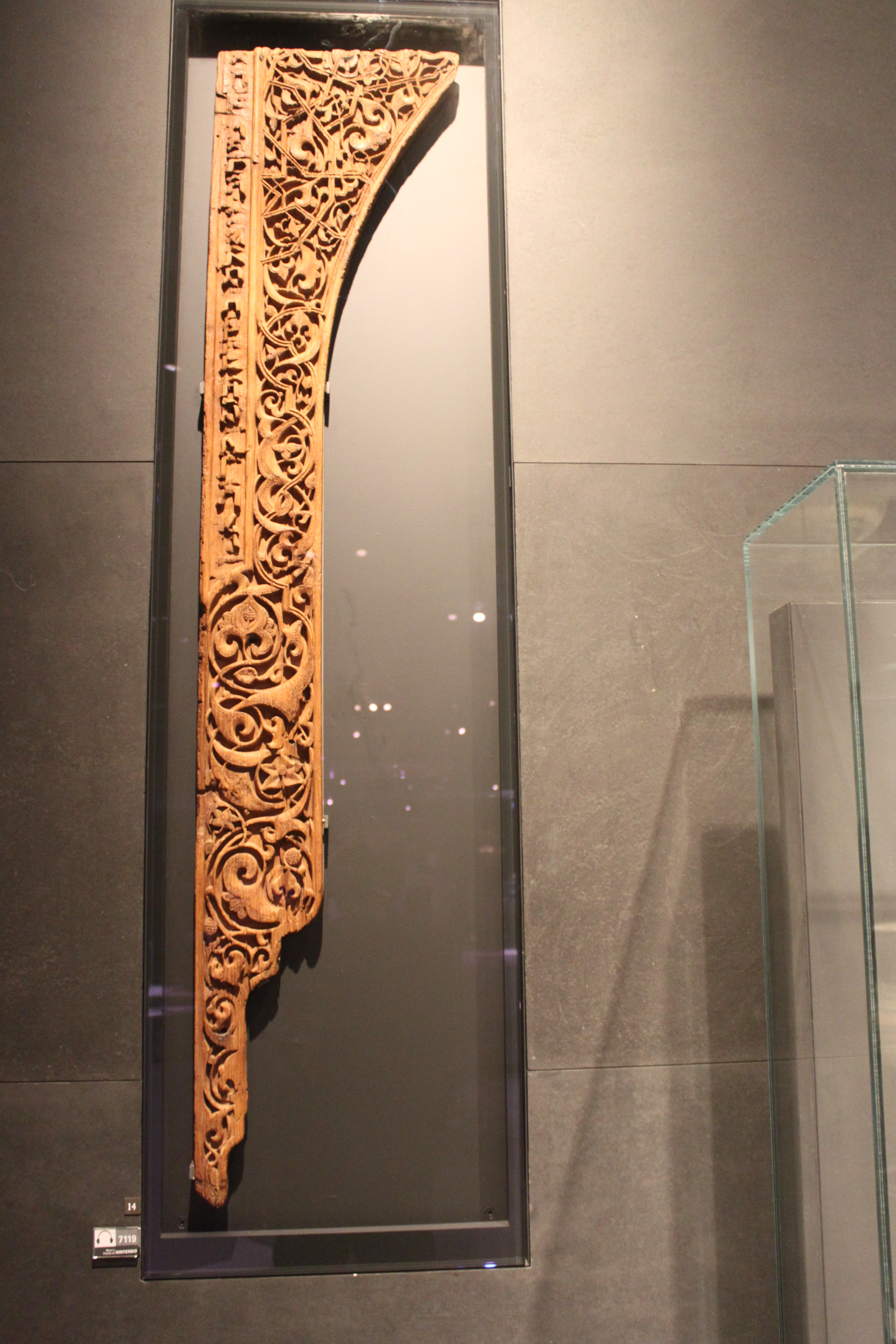
Élément d’arcature en cyprès sculpté avec inscription hébraïque de type cultuel, époque fatimide, Le Caire, XIIe siècle. (Musée du Louvre).

Les différentes communautés juives vivant dans ce pays à toutes les époques depuis l'Antiquité ont subi des persécutions plus ou moins importantes au cours du temps et déjà sous Claude à l'époque romaine, lors d'émeutes entre Grecs et Juifs.
À partir de 1942, leur situation empire et les Juifs sont victimes de pogroms. La déclaration d'indépendance d'Israël en 1948 transforme les Juifs égyptiens en communauté systématiquement suspectée et provoque des attentats et des incendies dans les quartiers juifs,. Les Juifs ont joué un rôle économique et culturel important dans le pays. Les menaces de l'État, l'affaire Lavon en 1954 et la crise du canal de Suez en 1956 précipitent le départ d'Égypte de la moitié d'entre eux entre 1956 et 1967, au plus fort des tensions israélo-arabes, pour s'installer en Europe, en Amérique et en Israël. Après la guerre des Six Jours en 1967, leurs biens sont confisqués,. Quasiment tout le reste de la communauté émigre alors vers des cieux plus cléments.
Elle est passée de 80 000 personnes dans les années 1940 à quelques dizaines en 2010 où l'antisionisme reste virulent. En 2013, un documentaire égyptien retraçant la vie de la communauté juive d'Égypte au début du XXe siècle est interdit de diffusion.

## Démographie

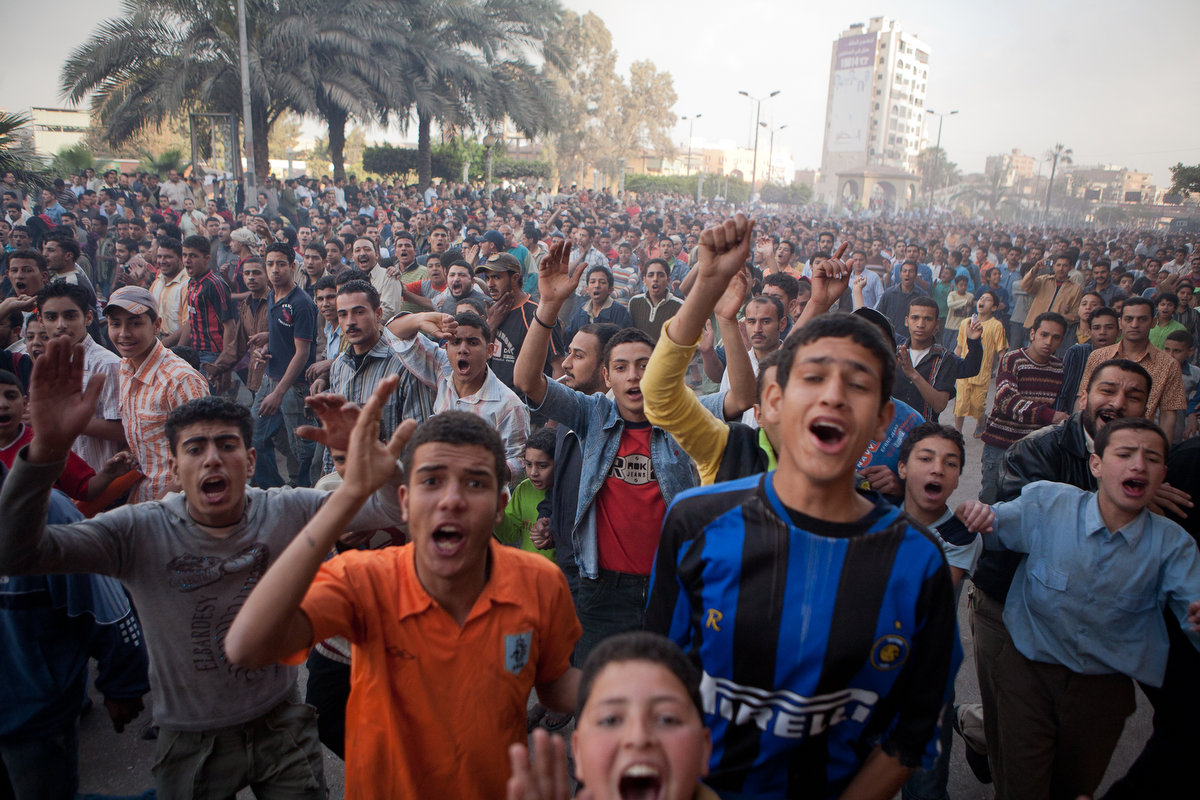
Une manifestation à El-Mahalla el-Koubra en avril 2008.

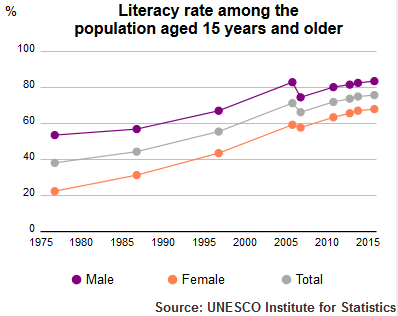
Alphabétisation de population adulte de l'Égypte 1980-2015.Institut de statistique de l'Unesco

Avec plus de cent-deux millions d'habitants en 2020, l'Égypte est le troisième pays le plus peuplé d'Afrique derrière le Nigeria et l'Éthiopie. L'Égypte est également le pays le plus peuplé du monde arabe, du Moyen-Orient et du bassin méditerranéen. Sa densité est de plus de 102 hab./km2, mais dans la seule vallée du Nil et son delta, avec la zone du canal (53 000 km2, soit 5 % de sa superficie, seule habitable, et largement urbanisée), elle est évaluée à 1 500 hab./km2.
En cinquante ans, la population du pays a été multipliée par 3,5 avec, pour ces dernières années, une croissance démographique moyenne supérieure à 2 % par an. Cette démographie galopante entraîne de nombreuses complications telles que le manque de logements, d’infrastructures, d’écoles et d’emplois, sans compter l’augmentation du coût de la vie.
La population est très jeune : l’âge médian se situe autour de vingt-quatre ans et un Égyptien sur trois a moins de quinze ans.
Le 11 février 2020, l'Égypte franchit le cap des cent millions d'habitants. Elle est le pays arabe le plus peuplé ainsi que le troisième pays africain, derrière l'Éthiopie et le Nigeria.

### Langues
La langue officielle de l'Égypte est l'arabe standard moderne. Le dialecte égyptien ressemble à l'arabe classique, malgré quelques différences de prononciation de quelques lettres et la vocalisation de certains mots qui changent selon les provinces et les villages. Deux lettres se distinguent particulièrement : le ج et le ق ; par exemple, pour la première le mot beau se prononce jamīl en Haute-Égypte et gamīl en Basse-Égypte, pour la deuxième le mot coupole se prononce gubba [ˈɡob.ba] en Haute-Égypte et ʔubba [ˈʔob.bæ] en Basse-Égypte.
Langue internationale par excellence, c'est l'anglais qui, en tant que langue étrangère, exerce le plus d'influence (école, administration) en Égypte aujourd'hui, mais le français y a été longtemps la langue de la bourgeoisie et de la justice internationale. Aujourd'hui l'influence du français a diminué, même si l'élargissement du caractère francophile de l'Égypte a pris de l'expansion ces dernières années.

## Culture
Les fêtes religieuses en Égypte varient suivant le calendrier lunaire (Baîrams, Aïd el-Kebir, Mouled el-Nabi). Le calendrier islamique étant plus court que le calendrier grégorien, les fêtes religieuses reculent de onze jours environ tous les ans. Le ramadan est également un temps important pour les Égyptiens musulmans, pour faire des rencontres et participer aux nombreuses fêtes qui débutent à la rupture du jeûne.

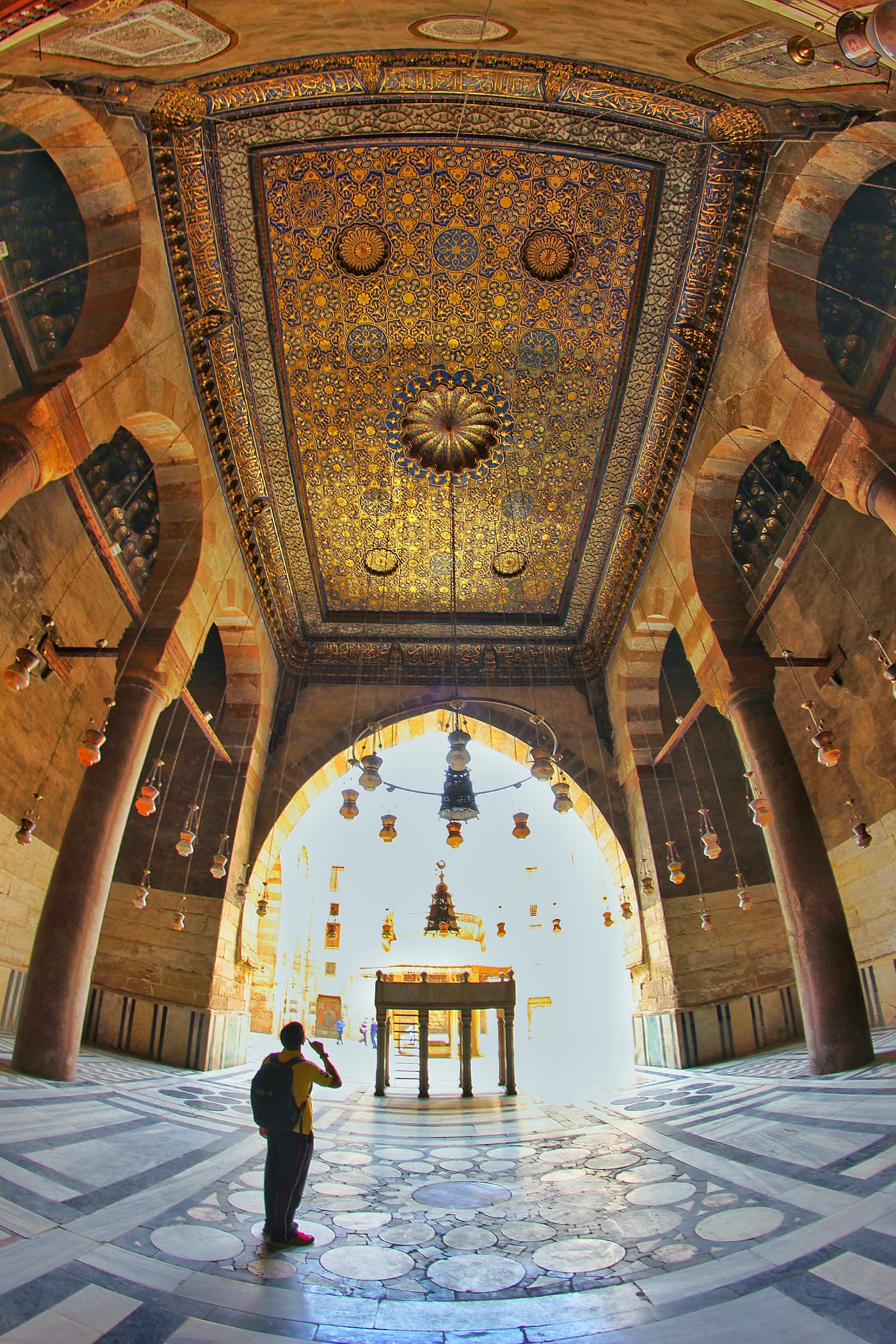
Mosquée du Caire.
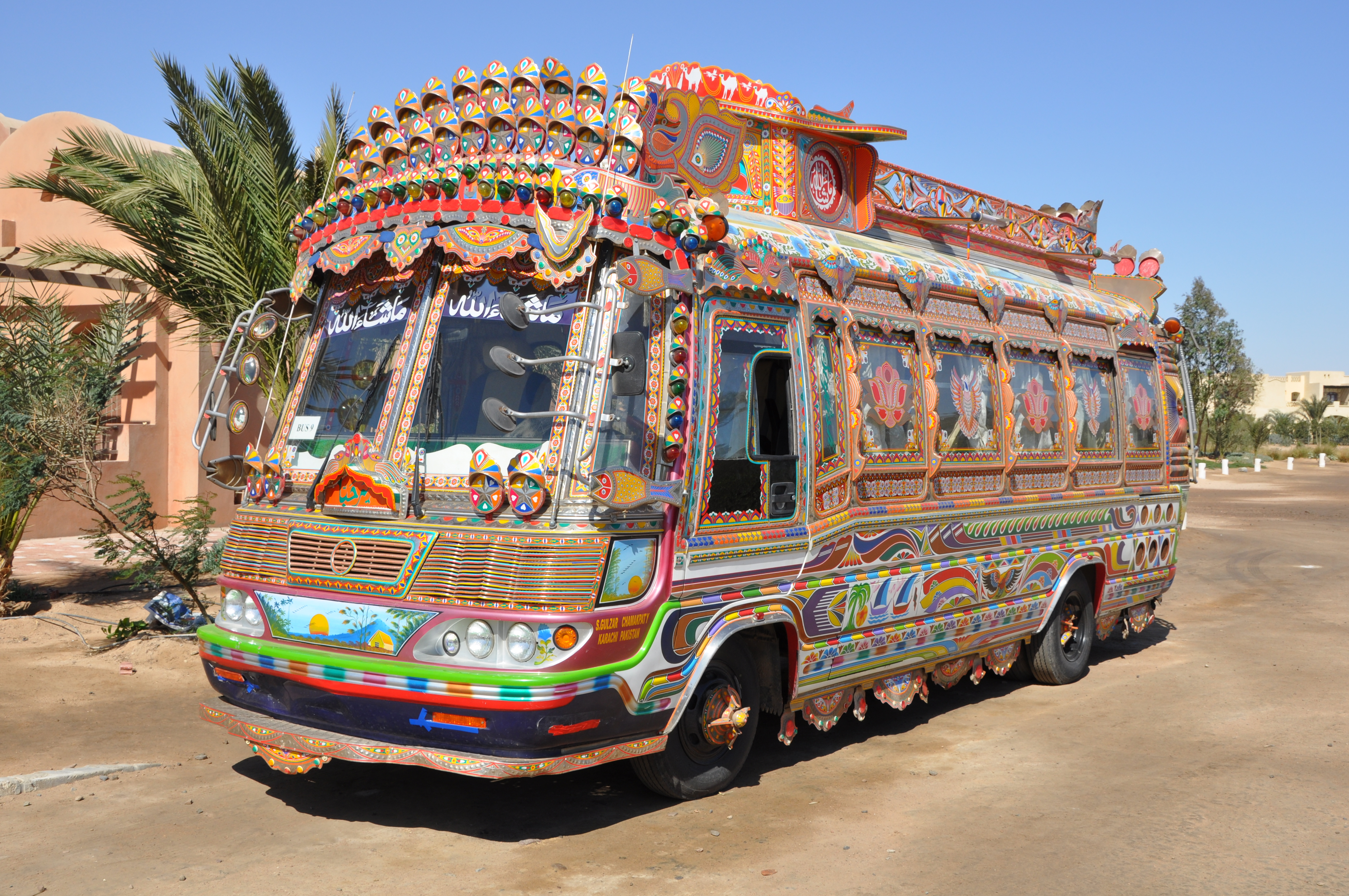
Bus décoré.
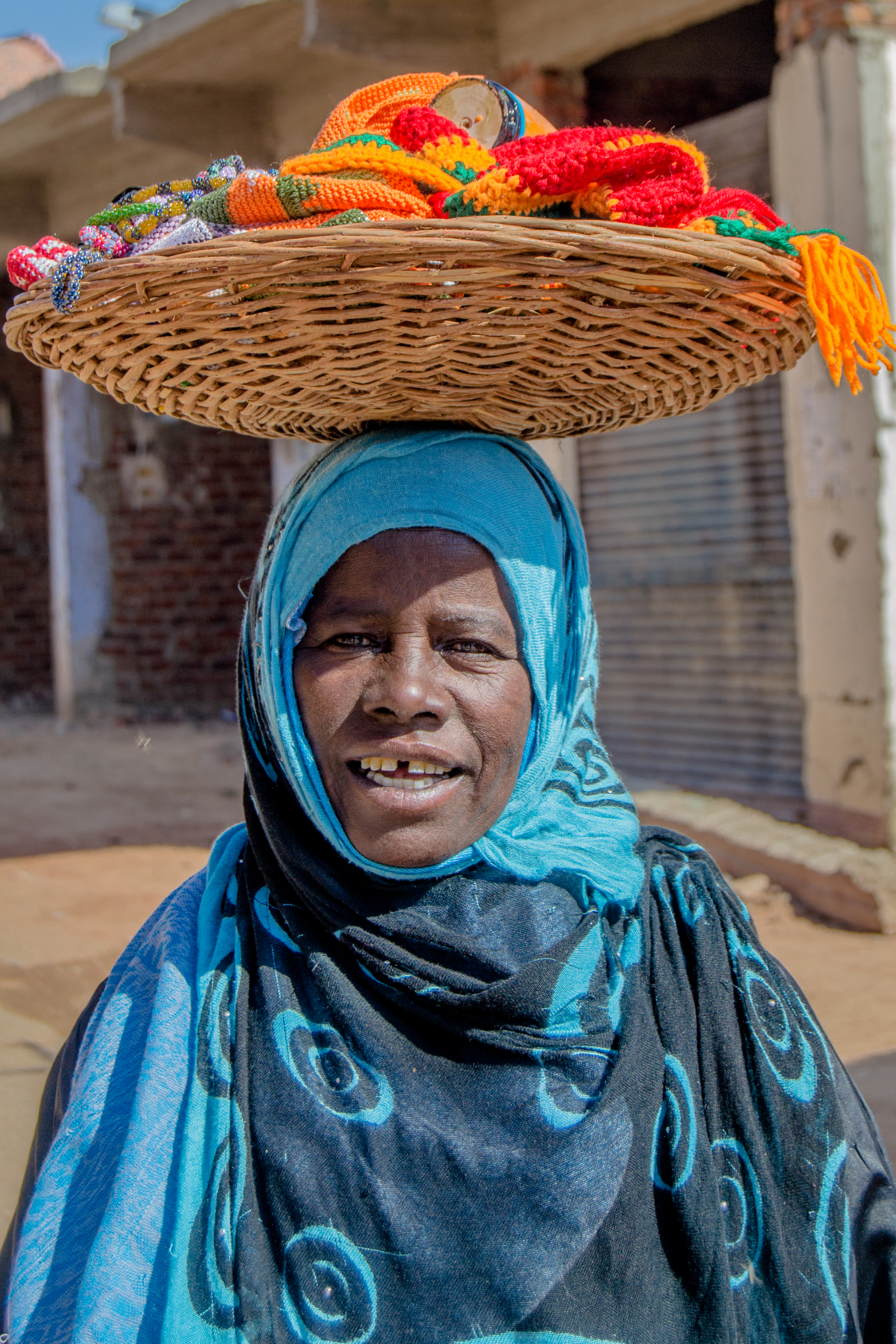
Vente d'artisanat.
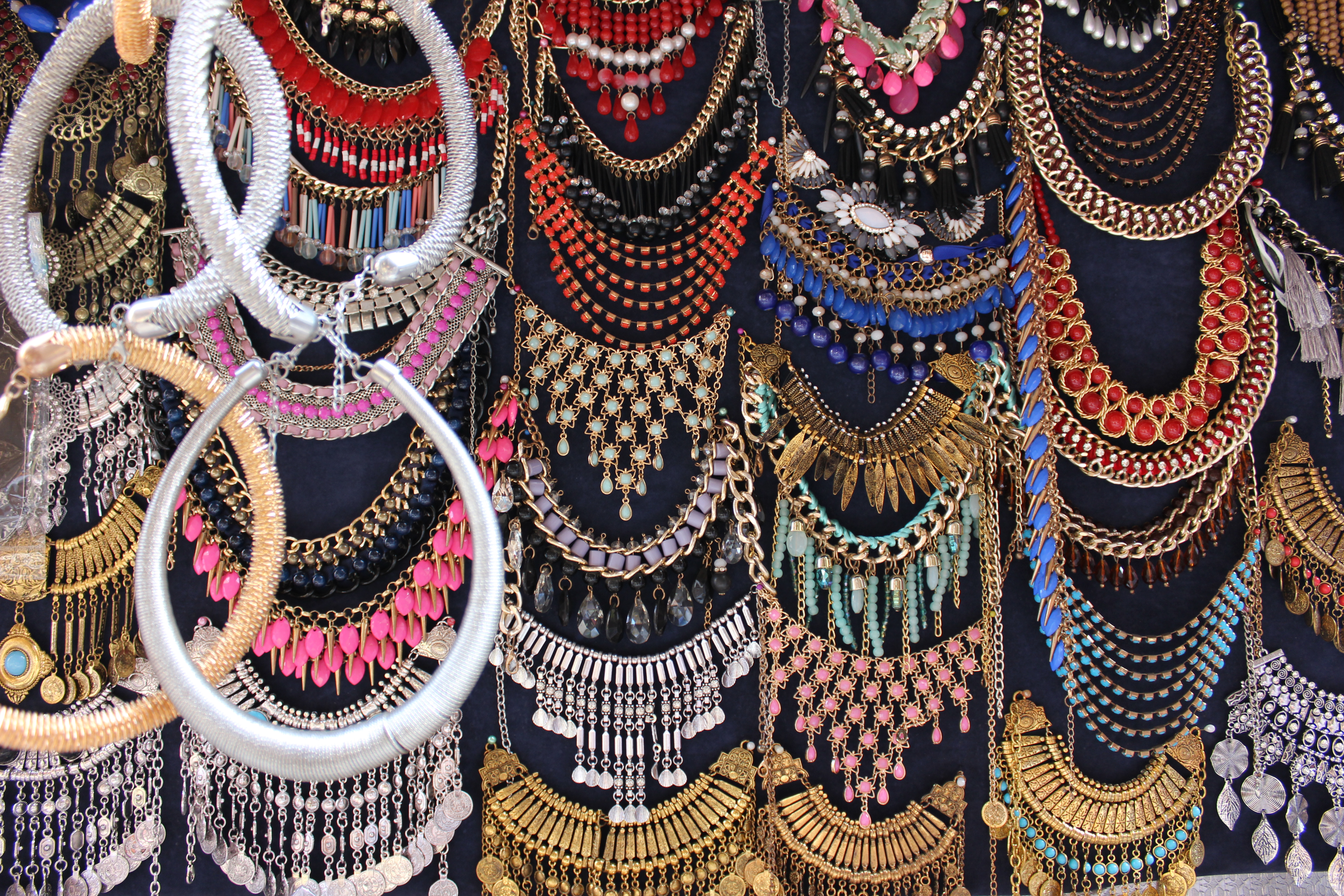
Bijoux.
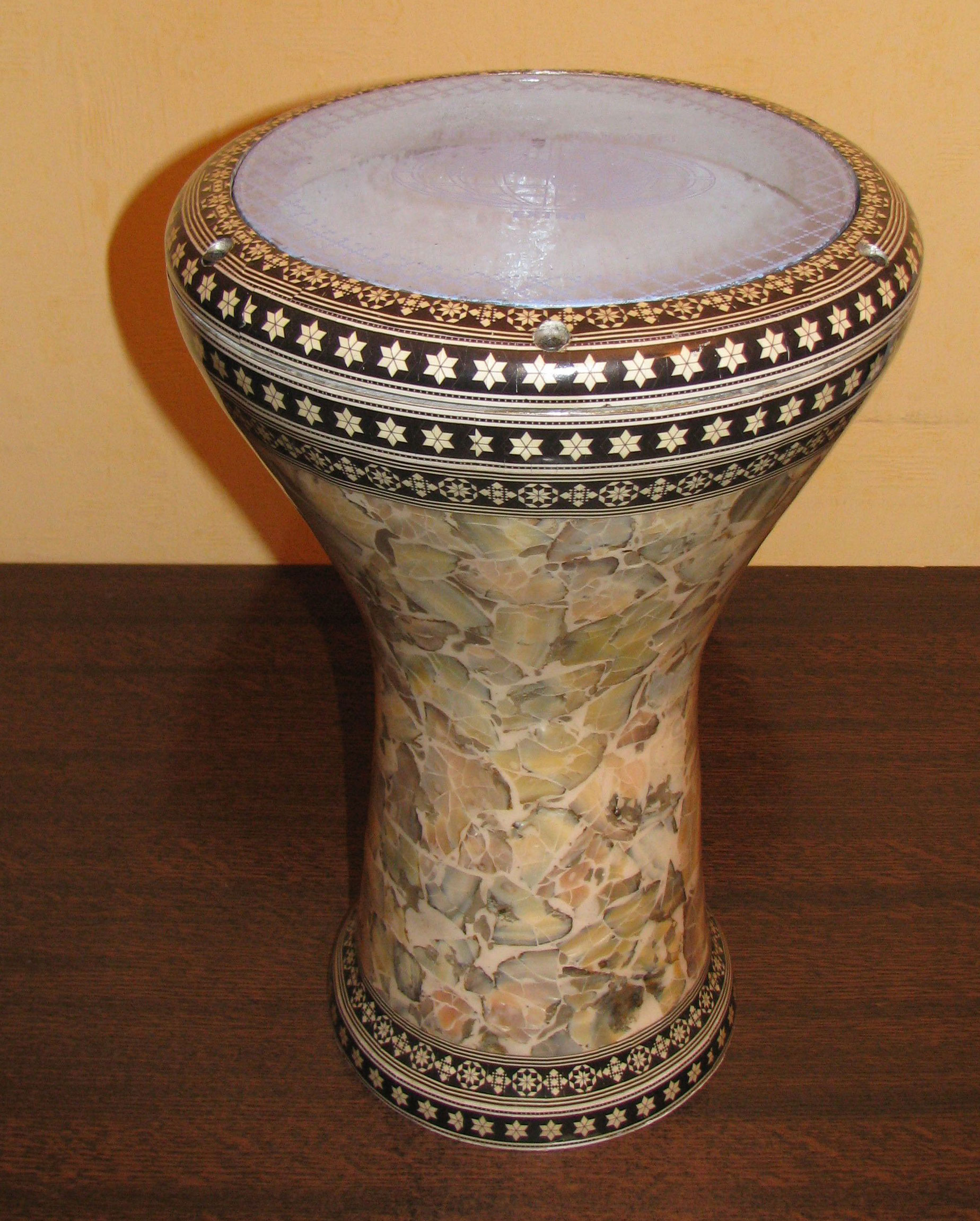
Darbouka.
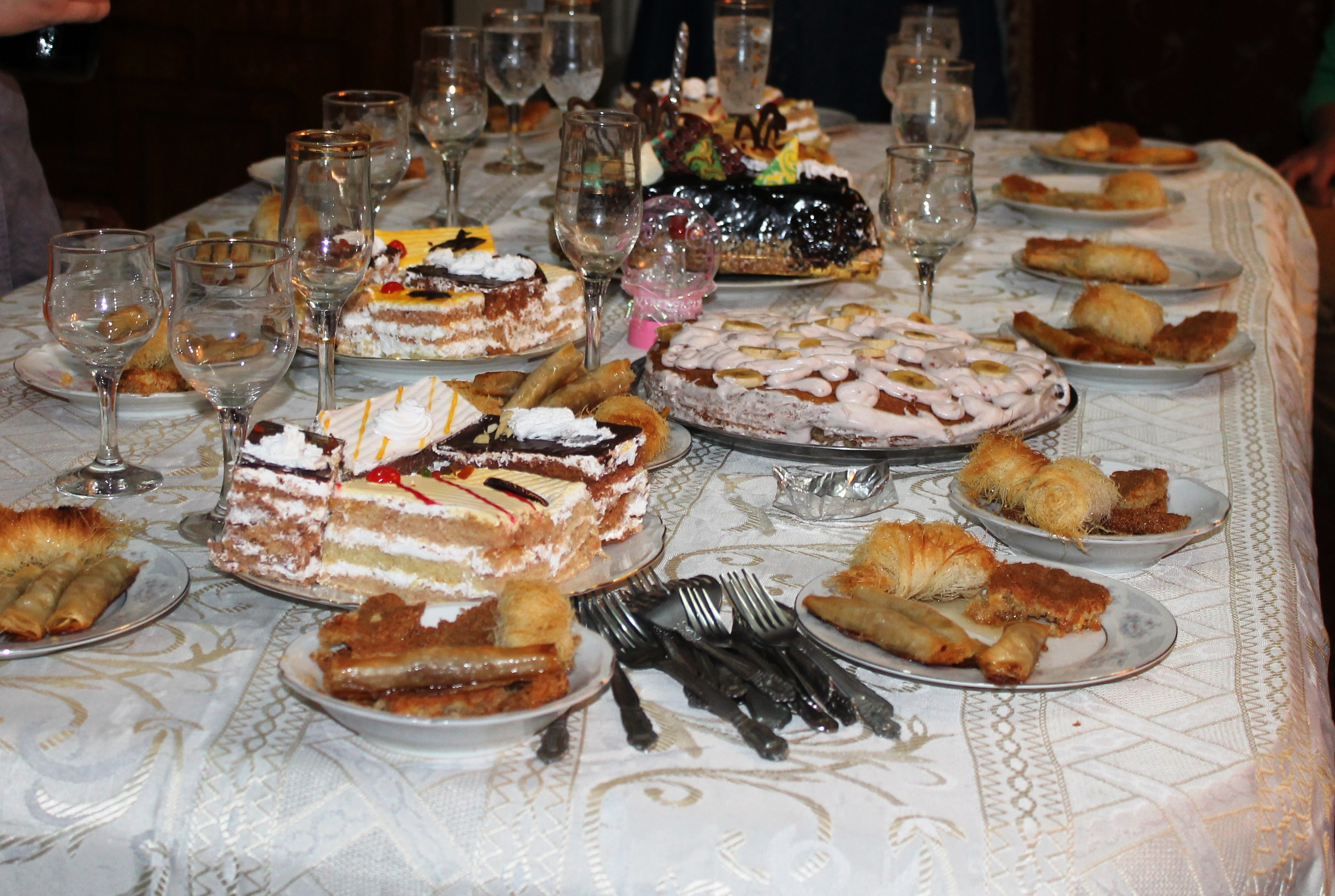
Douceurs égyptiennes.

### Principales fêtes
- L'Aïd el-Fitr (petit Baïram), fête de trois jours marquant la fin du Ramadan ;
- L'Aïd al-Adha (grand Baïram), qui marque la période du hadj, ou pèlerinage à la Mecque ;
- 1er janvier : Nouvel An (banques seulement) ;
- 7 janvier : Noël copte ;
- en janvier : marathon de Louxor et de Guizeh ; Fête du printemps ;
- 25 janvier : date de la révolution égyptienne de 2011 ;
- 22 février : Jour de l’Unité ;
- Le Sham en-Nessim (« senteur de la brise »), fête égyptienne d'origine pharaonique, le premier lundi après la Pâque copte, célébrée par tous les Égyptiens (musulmans et coptes) ;
- 25 avril : anniversaire du Sinaï (restitution par Israël) ;
- 1er mai : Fête du Travail ;
- 18 juin : Fête de la République ;
- 23 juillet : Fête nationale, fête de quatre jours, anniversaire de la Révolution ;
- 6 octobre : Fête des Forces Armées, journée nationale fériée marquant la victoire remportée sur Israël en 1973 ;
- 24 octobre : Fête de Suez ;
- Octobre : Rallye des Pharaons ;
- Octobre et février : Festival culturel d'Abou Simbel ;
- Novembre : commémoration de la découverte des tombes pharaoniques ;
- 23 décembre : Fête de la Victoire.

Les Mawlid, mélange de foire et de fête religieuse célèbrent l'anniversaire d'un saint local, et donnent lieu à une débauche de couleurs, de nourriture, de spectacles, de bénédictions.

### Événements culturels
- Festival de musique arabe (début janvier)
- Foire du livre (décembre)
- Festival international du film (début septembre)
- Festival de théâtre expérimental (septembre)

## Sports

### Football
Le football est le sport le plus populaire du pays. Le Al Ahly Sporting Club est le plus connu du pays et le plus titré du continent, avec onze Ligues des champions à son palmarès. Son grand rival est le Zamalek Sporting Club.
L'équipe nationale égyptienne a remporté sept fois la coupe d'Afrique des nations de football (un record), dont trois titres consécutifs, en 2006, 2008 et 2010.

### Autres sports
Le squash, le tennis et le volley-ball sont également très populaires en Égypte. Les équipes nationales de basket et handball font partie des meilleures en Afrique, mais peinent à s'imposer au niveau international. Depuis les années 2010, le squash mondial est dominé par les Égyptiens avec de multiples titres de champion du monde pour Ramy Ashour et Nour El Sherbini et une domination sans partage au classement individuel.

### Jeux olympiques
L'Égypte participe aux Jeux olympiques d'hiver de 2018 de Pyeong-Chang en Corée du Sud.

## Sciences
L’Institut National de Recherche en Astronomie et Géophysique (National Research Institute of Astronomy and Geophysics - NRIAG) fondé en 1839 sous la dénomination de Royal Observatory est installé à Helwan.
L'Égypte est membre de l'Union astronomique internationale via son Académie de la recherche scientifique et de la technologie ( (Academy of Scientific Research & Technology - ASRT) créée en septembre 1971 par le décret présidentiel no 2405.